# Carrara
Carrara (Carara in dialetto carrarese, Carræa, Carâra o Caræa in ligure) è un comune italiano di 59 683 abitanti, capoluogo insieme a Massa, della provincia di Massa-Carrara, in Toscana.
La città, situata tra il Mar Ligure e le Alpi Apuane, è un centro di rilevanza internazionale per l'estrazione, la lavorazione e il commercio del marmo, noto con il nome di marmo di Carrara. 
L'emblema della città è una ruota con il motto latino Fortitudo mea in rota (in italiano: "La mia forza è nella ruota"). Questo stemma parlante fa riferimento al nome stesso della città, nonché alle ruote dei carri che trasportavano i marmi, principale fonte di ricchezza per Carrara.
A livello storico, in particolare tra il XV ed il XIX secolo, rivestì con Massa una certa importanza, essendo una delle due città principali del Ducato di Massa e Carrara.

## Geografia fisica
(Dante Alighieri, Inferno, Canto XX, versi 46-51)

### Territorio
La città di Carrara è l'ultima città dell'attuale regione Toscana prima di arrivare in Liguria (fino al censimento del 1870 era compresa nell'attuale Emilia). La provincia di cui fa parte (Massa e Carrara, poi dal 1938 Apuania, quindi dal 1946 Massa-Carrara e dal 2010 sia Massa e Carrara che Massa-Carrara) è una porzione dell'antico territorio lunense che, nell'attuale sistema amministrativo territoriale, resta diviso in due regioni, Toscana e Liguria, ed è a contatto in tutta la sua estensione con l'Emilia. 

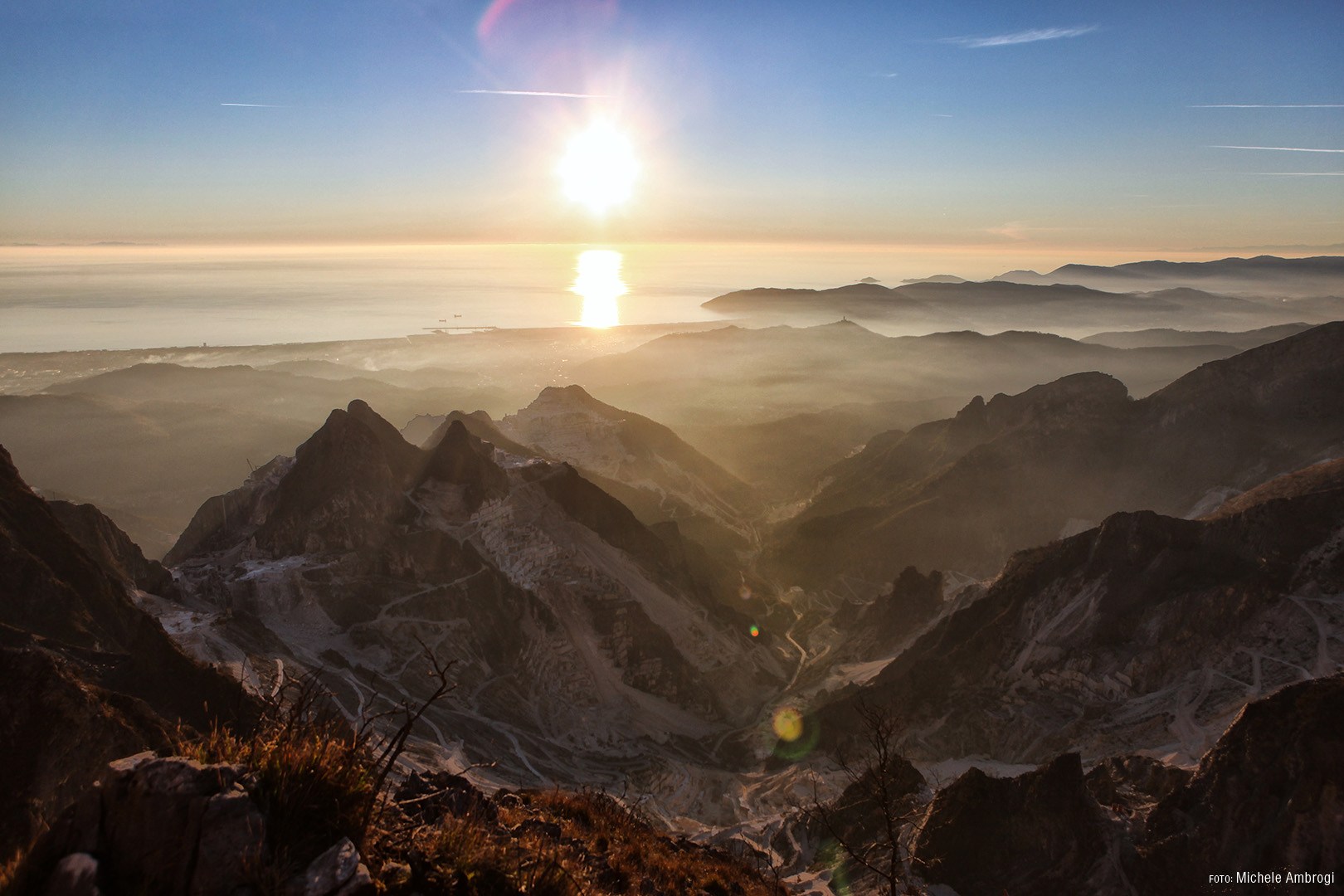
Vista panoramica di Carrara da Campocecina

Carrara si sviluppa dalla costa (Marina di Carrara) fino alle Alpi Apuane, alle pendici delle quali si trovano le frazioni montane. La città è bagnata dal fiume Lavenza (nome celtico per fiume, poi chiamato Carrione), che nasce dal monte Spallone ed ha un bacino d'acqua di 52 km².
Il centro storico di Carrara si può considerare un vero e proprio centro abitato di montagna avvolto dalle colline che stanno al piede delle Alpi Apuane. La città, a chi guarda verso i monti, appare dentro la candida cornice dei tre grandi bacini marmiferi Ravaccione, Fantiscritti e Colonnata, bacini ora sbrigativamente rinominati col nome della località più vicina, ossia: di Torano, di Miseglia, di Colonnata.
La costa, bagnata dal mar Ligure, presenta ampie spiagge sabbiose su cui sorsero, a partire dal lontano 1851, tre lunghi pontili caricatori sostituiti negli anni trenta dello scorso secolo con un porto in muratura posto al confine con il Comune di Massa) che offrono ampie possibilità di svago durante la stagione estiva.
Il territorio fa parte del Parco naturale regionale delle Alpi Apuane.

### Clima
Il clima è mitigato dal mare che la bagna e che apre la via alle correnti calde del Mar Mediterraneo. L'escursione termica annua si aggira sui 10-15 °C. Le precipitazioni seguono il regime pluviometrico ligure di levante, con massima piovosità in novembre, minima a luglio e massimi secondari a febbraio e maggio. Sulla costa si registrano precipitazioni annue di circa 1100 mm che aumentano fino ai 1400 mm della città fino a superare i 2000 mm annui tra i Monti Pisanino e Pizzo d'Uccello (località Orto di Donna). 
Dal secondo dopoguerra è stata colpita da alcune esondazioni: nel 1949, il 23 settembre 2003 (con due morti), ad ottobre 2010, due volte nell'arco di dieci giorni nel novembre del 2012, e ancora il 5 novembre del 2014.
Sulle vicine montagne il clima è temperato fresco ed in tempi passati favoriva l'alpeggio delle greggi.
- Classificazione climatica: zona D, 1601 GR/G
- Diffusività atmosferica: bassa, Ibimet CNR 2002
- Classificazione sismica: zona 2 (sismicità medio-alta), Ordinanza PCM 3274 del 20/03/2003.

| Carrara 1981-2010   | Mesi | Mesi | Mesi | Mesi | Mesi | Mesi | Mesi | Mesi | Mesi | Mesi | Mesi | Mesi | Stagioni | Stagioni | Stagioni | Stagioni | Anno  |
| Carrara 1981-2010   | Gen  | Feb  | Mar  | Apr  | Mag  | Giu  | Lug  | Ago  | Set  | Ott  | Nov  | Dic  | Inv      | Pri      | Est      | Aut      | Anno  |
| ------------------- | ---- | ---- | ---- | ---- | ---- | ---- | ---- | ---- | ---- | ---- | ---- | ---- | -------- | -------- | -------- | -------- | ----- |
| T. max. media (°C)  | 12,7 | 13,5 | 15,9 | 18,5 | 23,0 | 26,3 | 29,4 | 29,6 | 26,1 | 22,1 | 16,5 | 13,2 | 13,1     | 19,1     | 28,4     | 21,6     | 20,6  |
| T. media (°C)       | 8,6  | 8,9  | 11,3 | 13,9 | 18,3 | 21,7 | 24,4 | 24,5 | 21,0 | 17,4 | 12,4 | 9,1  | 8,9      | 14,5     | 23,5     | 16,9     | 16,0  |
| T. min. media (°C)  | 4,4  | 4,3  | 6,7  | 9,4  | 13,4 | 17,0 | 19,5 | 19,4 | 16,0 | 12,6 | 8,3  | 5,1  | 4,6      | 9,8      | 18,6     | 12,3     | 11,3  |
| Precipitazioni (mm) | 101  | 76   | 77   | 100  | 78   | 70   | 34   | 55   | 110  | 168  | 156  | 127  | 304      | 255      | 159      | 434      | 1 152 |

## Storia

### Protostoria e periodo romano
Durante l'età del Ferro, nel territorio circostante alla futura Carrara erano insediati i Liguri Apuani, le cui tracce più antiche risalgono al IX secolo a.C.; queste popolazioni, forgiate dall'asprezza del loro territorio, diedero filo da torcere ai Romani, che faticarono ad imporre la loro supremazia.
La città attuale di Carrara ha origine in epoca romana, dopo la conquista della Liguria avvenuta nel corso del II secolo a.C. Il toponimo si può ricondurre al latino carrāria (via), ossia "strada per i carri", così come per altri esempi simili in Toscana (come Carraia).
Il borgo originario, certamente legato al processo produttivo di estrazione e lavorazione del marmo tratto dalle vicine cave delle Alpi Apuane, probabilmente ospitava anche i lavoratori che operavano nelle cave medesime.
Oltre che per le vie di terra, il marmo poteva essere agevolmente movimentato anche via mare grazie al porto di Luni, che sorgeva non lontano dalla foce del fiume Magra.

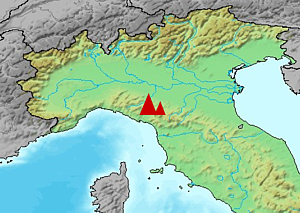
Localizzazione delle Alpi Apuane, luogo dove viveva il popolo apuano

### Medioevo
Nel Medioevo Carrara fu prima possedimento bizantino, quindi longobardo, e infine dei vescovi di Luni, trasformandosi in una città-stato nei primi anni del XIII secolo; durante la lotta tra guelfi e ghibellini, Carrara apparteneva a quest'ultimo partito. 

I vescovi acquisirono di nuovo la città nel 1230; nel 1313 la città cadde sotto il dominio della Repubblica di Pisa, poi della Repubblica di Lucca e in seguito della Repubblica fiorentina. 
Infine fu acquistata da Gian Galeazzo Visconti.
Dopo la morte di Filippo Maria Visconti di Milano nel 1477, Carrara fu contesa da Tommaso Campofregoso, signore di Sarzana, e ancora dalla famiglia Malaspina, che vi stabilì la sede della Signoria nella seconda metà del XVI secolo.

### Dal Ducato di Massa al Risorgimento e all'Anarchia
Nell'ottobre del 1472 Iacopo Malaspina comprò dalla famiglia dei Campofregoso di Genova le terre di Carrara, di cui divenne signore. Per via ereditaria lo stato carrarese venne unito con il confinante stato di Massa sotto la comune dinastia dei Malaspina prima, e dei Cybo Malspina poi. Lo Stato assunse poi il doppio nome di Ducato di Massa e Principato di Carrara. Sotto l'ultima dei Cybo Malaspina, Maria Teresa, che aveva sposato Ercole III d'Este, entrò nell'orbita del Ducato di Modena e Reggio, a cui fu restituito dopo il breve dominio napoleonico di Elisa Bonaparte Baciocchi.
Durante il processo di unificazione italiana, Carrara fu sede di una rivolta popolare guidata da Domenico Cucchiari, al centro dell'attività rivoluzionaria di Giuseppe Mazzini.

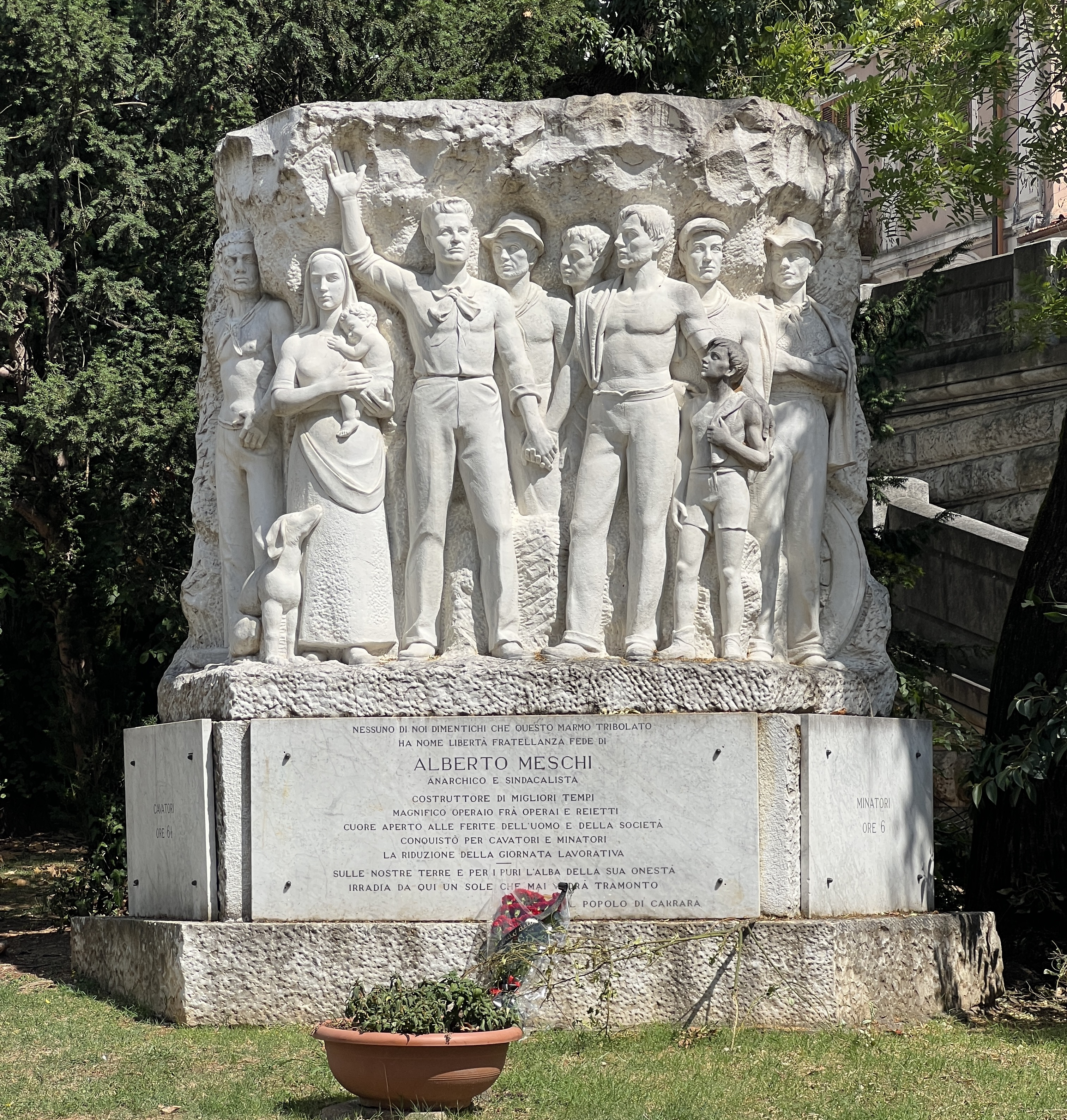
Il monumento con il titolo Cararia, nome latino di Carrara, raffigura al centro della scultura Alberto Meschi, in fraterno e fermo atteggiamento di difesa di un gruppo di cavatori, accompagnati da dei bambini e una donna che circondano il leader sindacale. Al fianchi dell'iscrizione, le conquiste migliorative dell'orario di lavoro ottenute dalla Camera del lavoro di Carrara sotto la guida di A. Meschi: cavatori ore 6/5; minatori ore 6.

Alla fine del XIX secolo Carrara divenne la culla dell'anarchismo, in particolare tra i lavoratori delle cave. I cavatori, compresi gli intagliatori di pietra, avevano convinzioni radicali che li distinguevano dagli altri.
L'anarchismo e il radicalismo generale entrarono a far parte del patrimonio degli intagliatori di pietra. Secondo un articolo del New York Times del 1894, molti rivoluzionari violenti che erano stati espulsi dal Belgio e dalla Svizzera andarono a Carrara nel 1885 e fondarono il primo gruppo anarchico in Italia. 

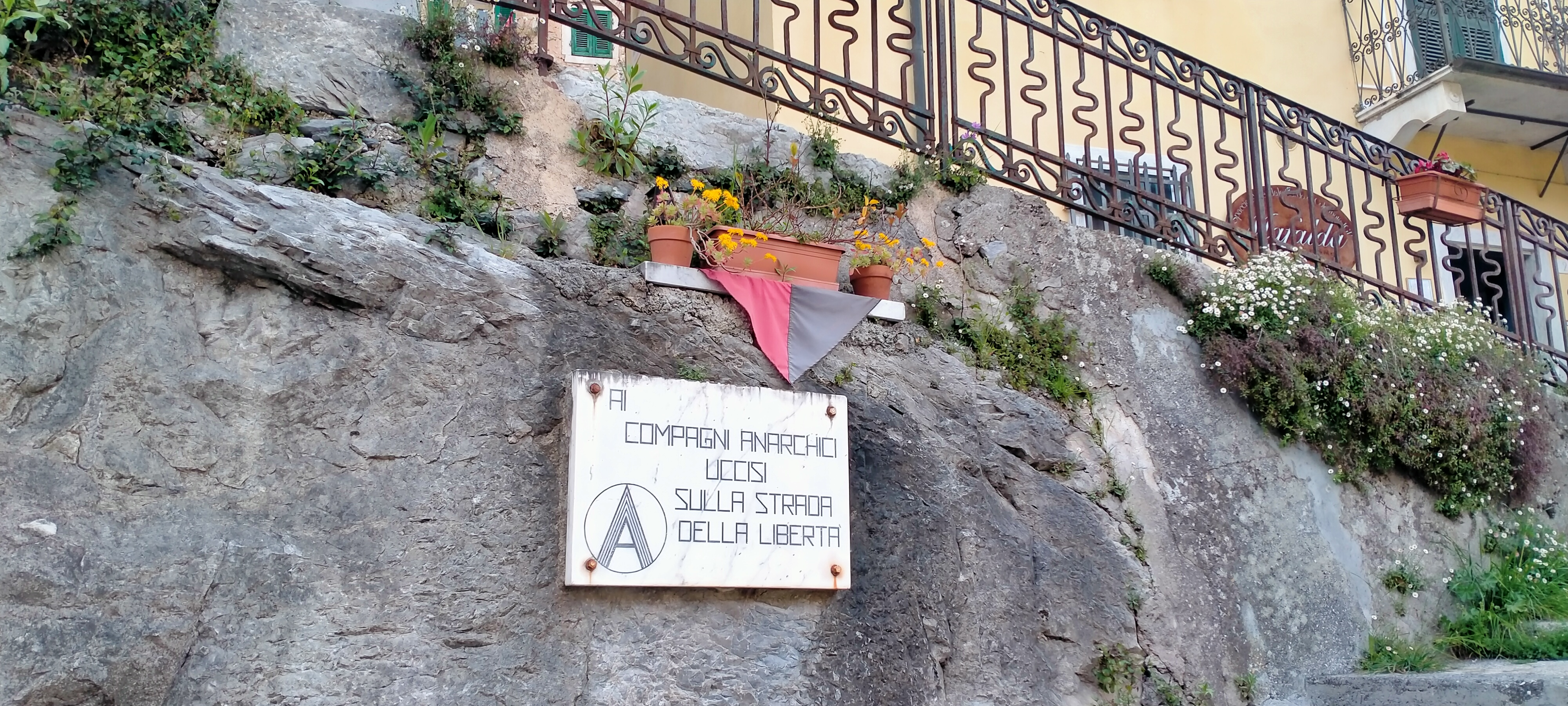
Lapide agli anarchici caduti, presso Colonnata

Anche in seguito Carrara rimase un centro dell'anarchismo in Italia, con diverse organizzazioni che trovarono apertamente appoggio in città. I lavoratori anarchici del marmo erano anche la forza trainante dell'organizzazione del lavoro nelle cave e nei capannoni. Furono anche i protagonisti della rivolta della Lunigiana nel gennaio 1894.

### Dal periodo fascista e dopoguerra
La fine della prima guerra mondiale, il ritorno a casa dei reduci e l'esplosione delle proteste sociali del Biennio Rosso segnarono anche a Carrara una rapida riorganizzazione del tessuto operaio locale. A guidare il mondo sindacale carrarese era l'Unione Sindacale Italiana, presieduta da Alberto Meschi. Nella primavera del 1920 la Camera del Lavoro iniziò una dura lotta sindacale per veder riconosciuto l'aumento delle paghe ai lavoratori delle cave. In aprile gli industriali firmarono un accordo che accoglieva le richieste degli operai.

Nel maggio 1921 fu fondato il Fascio di combattimento di Carrara che sin dai primi giorni di attività iniziò a compiere azioni squadristiche. Guidati da Renato Ricci e sostenuti sia dall'imprenditoria marmifera che dalla borghesia cittadina, i fascisti carraresi si caratterizzarono subito per una lunga serie di omicidi e violenze ai danni di militanti socialisti, comunisti e anarchici per le tante spedizioni punitive contro sindacati e circoli in città e nelle frazioni vicine. Tra i fatti di sangue più noti vi fu il 2 giugno 1921 l'assassinio in centro a Carrara del socialista Renato Lazzeri e della madre di quest'ultimo Giselda da parte di un gruppo di squadristi fiorentini capitanati da Amerigo Dumini. Altro fatto che vide protagonisti i fascisti carraresi ed il loro ras Ricci furono i fatti di Sarzana. Le violenze squadriste, tacitamente avallate dalle autorità regie, porteranno alla non solo alla rapida distruzione di tutte le istituzioni sindacali come la Camera del Lavoro, ma anche all'effettiva presa del potere sulla città da parte dei fascisti, dei ceti industriali e della borghesia compiutasi nei fatti con la vittoria del PNF alle elezioni comunali del novembre 1922.

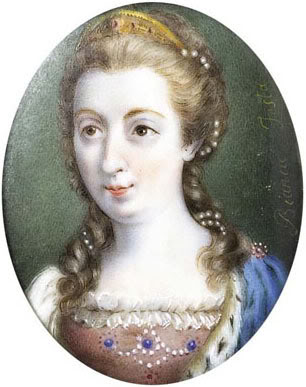
Maria Teresa, Duchessa di Massa e Carrara

Stemma dell'abolito comune di Apuania. Nel primo palo era recato lo stemma di Carrara.

Nel 1929, i comuni di Carrara, Massa e Montignoso vennero uniti in un unico comune, denominato Apuania. Nel 1946 fu restaurata la situazione precedente.
La seconda guerra mondiale bloccò l'estrazione del marmo. La linea di difesa della Wehrmacht venne posta nella piana di Luni, dove venne eretta la Linea Gotica. Durante l'occupazione nazifascista la città venne liberata una prima volta dai partigiani nel novembre del 1944. Il territorio carrarese, proprio perché situato nelle immediate retrovie tedesche, fu teatro di spaventosi eccidi contro la popolazione civile come quello di Bergiola Foscalina, di Avenza e di Castelpoggio. Carrara fu definitivamente liberata l'11 aprile 1945. Nel secondo dopoguerra il volume della produzione delle cave salì a 500.000 tonnellate, e la situazione economica migliorò.
Oggi Carrara rappresenta il principale centro europeo di lavorazione del marmo. Oltre ad aver affermato la propria importanza in Italia, il marmo carrarino è molto apprezzato anche in altri paesi, come in Cina, India e Brasile.
La crisi economica del 2008 ha avuto come effetto un forte calo delle vendite da parte degli impianti di lavorazione del marmo di Carrara che sono stati fortemente esportati. Ciò ha avuto un impatto sulla situazione economica degli impianti di lavorazione della pietra e dei loro posti di lavoro, anche sullo sviluppo urbano. Nelle elezioni comunali svolte nel giugno del 2017 è stato eletto come sindaco il candidato del Movimento 5 Stelle Francesco De Pasquale; questo rappresenta un avvenimento storico per la città, infatti dall'instaurazione della Repubblica fino al 2017 le elezioni comunali erano sempre state vinte da una coalizione di sinistra o centrosinistra. Dal 26 giugno 2022 il sindaco di Carrara è Serena Arrighi.

### Simboli
(Descrizione araldica dello stemma)
(Descrizione araldica del gonfalone)
Il gonfalone è stato concesso con l'apposito decreto del presidente della Repubblica datato al 1º agosto 1972.

## Monumenti e luoghi d'interesse

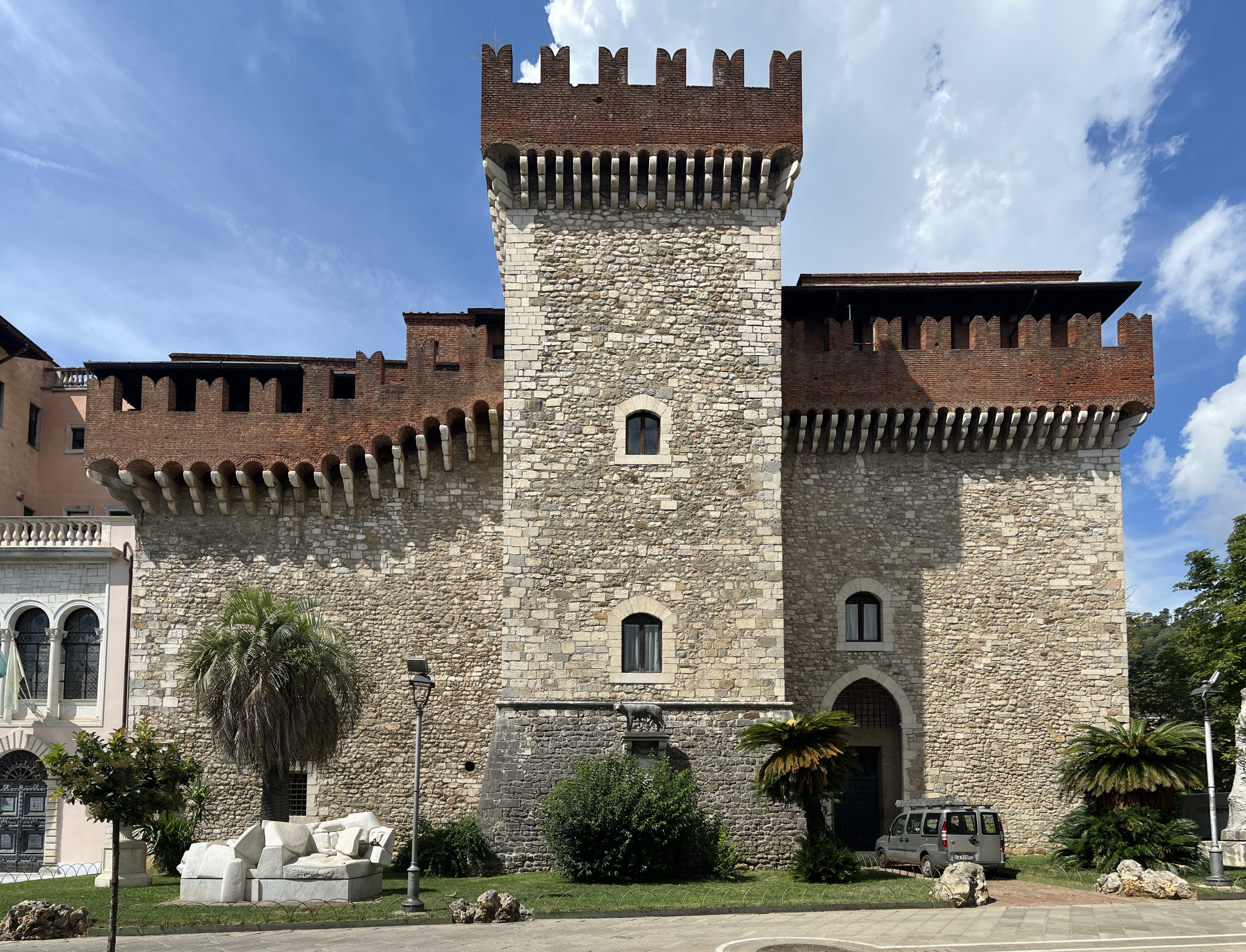
Il nucleo medievale del Palazzo Cybo Malaspina

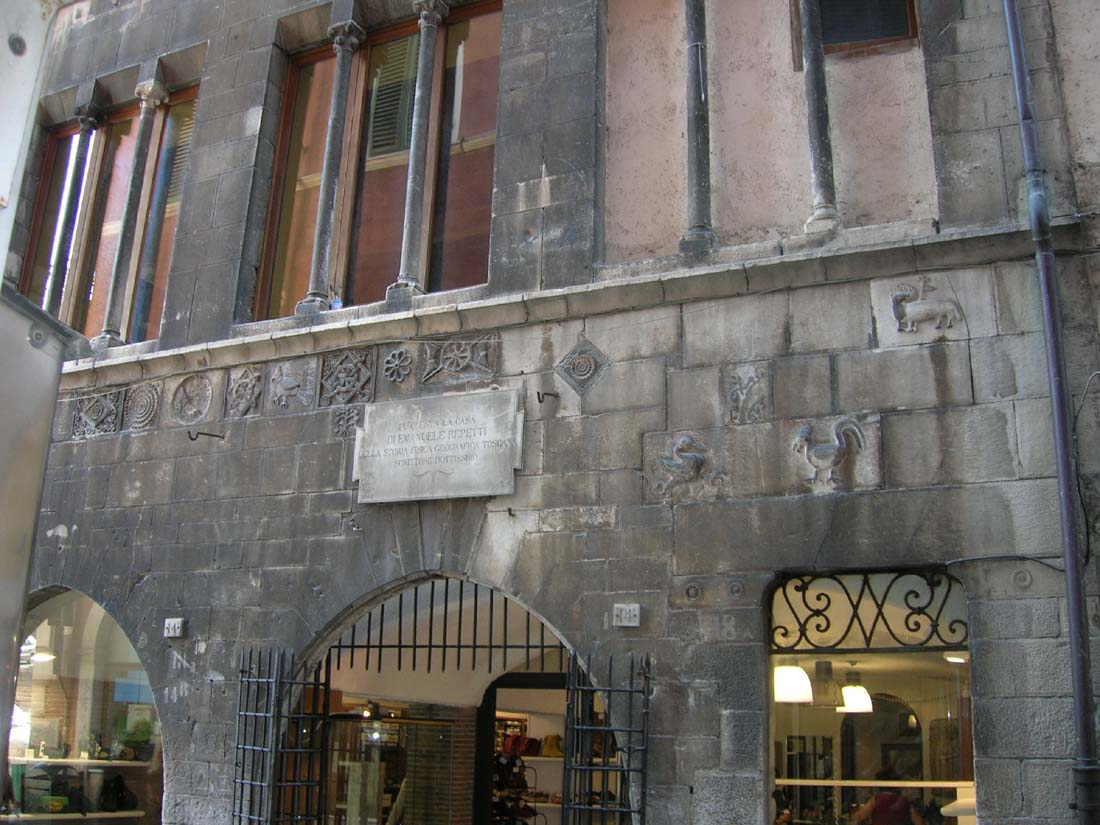
La trecentesca casa di Emanuele Repetti

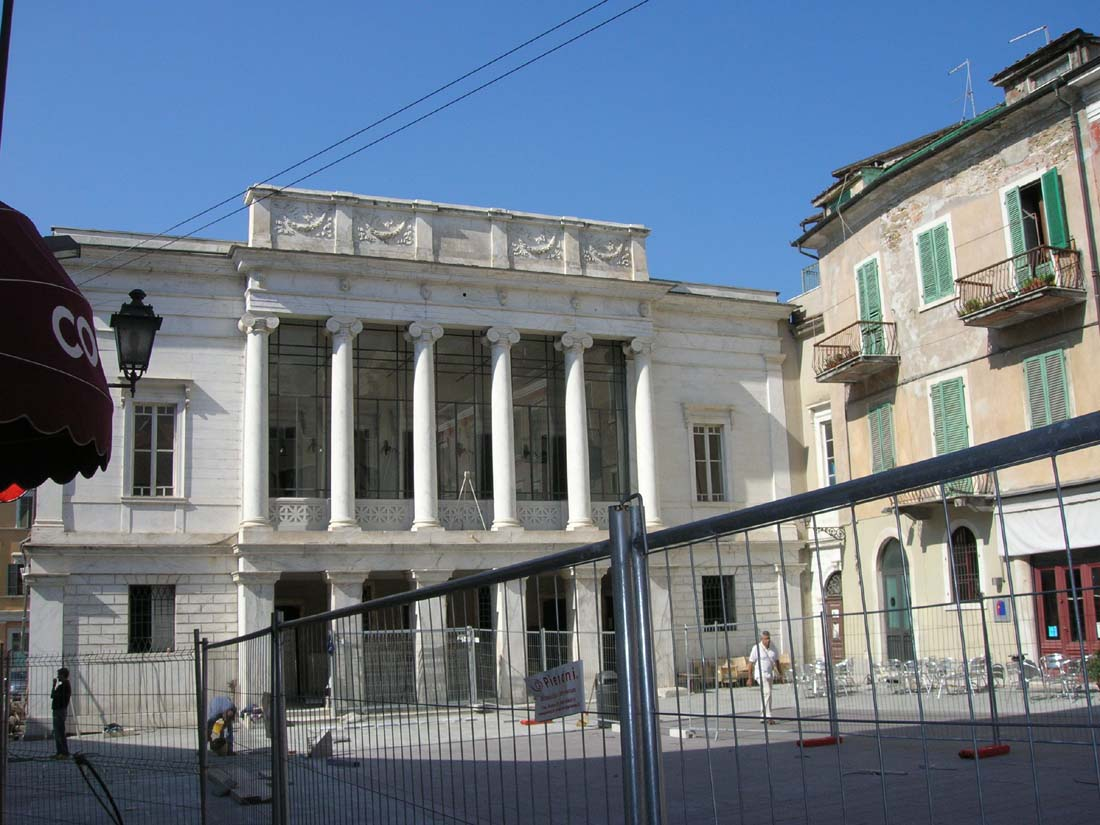
La facciata neoclassica del Teatro Animosi

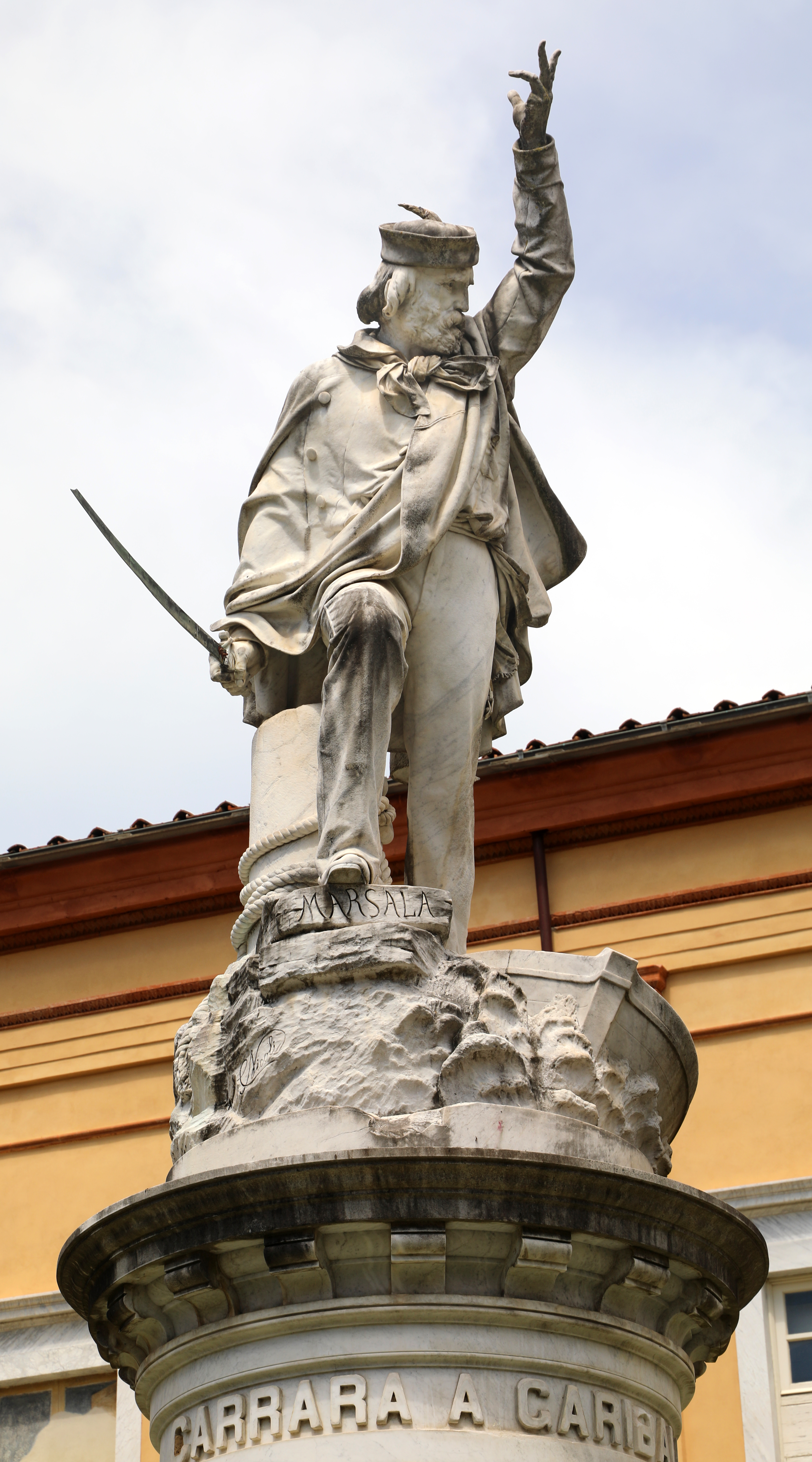
La statua di Garibaldi

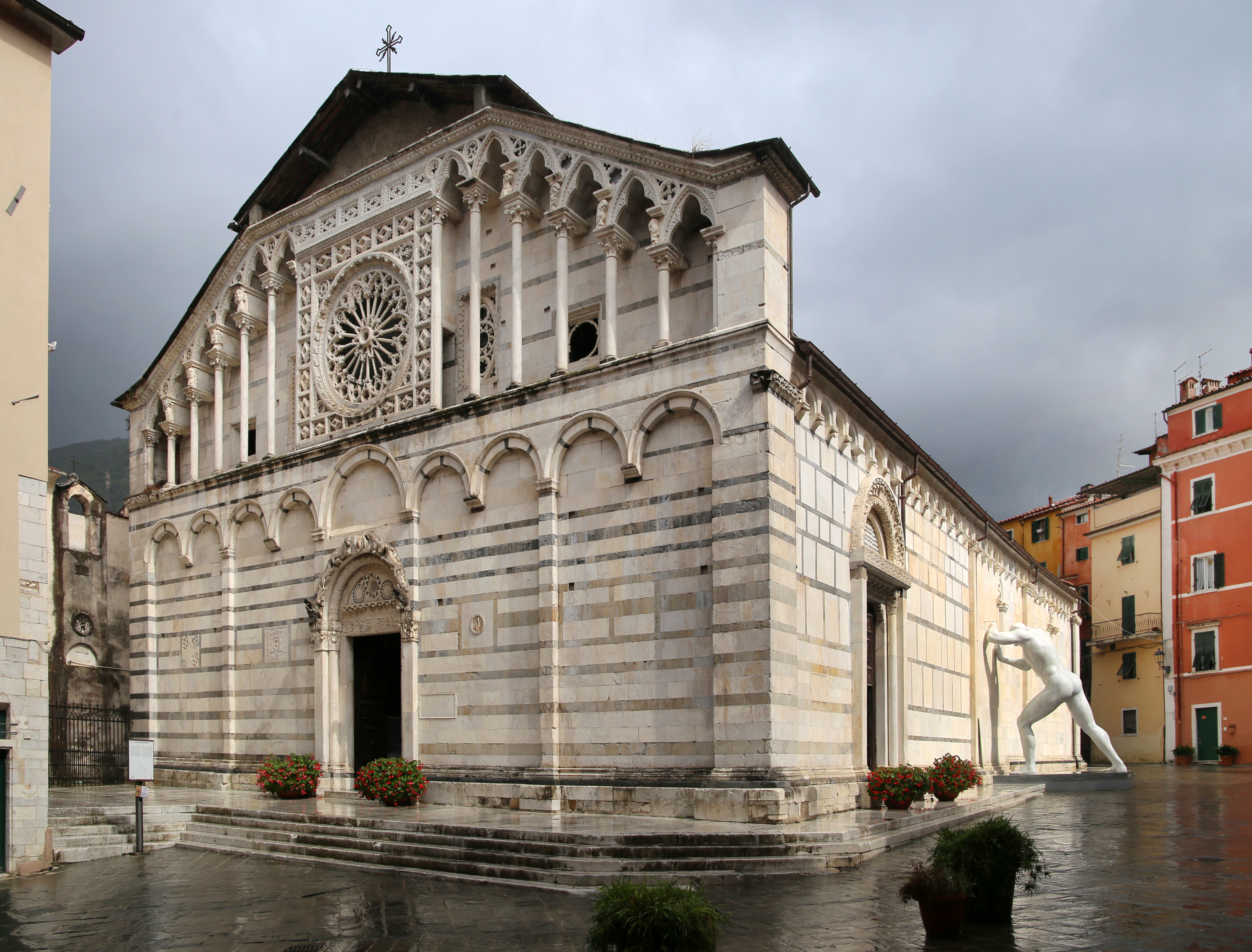
Duomo di Carrara

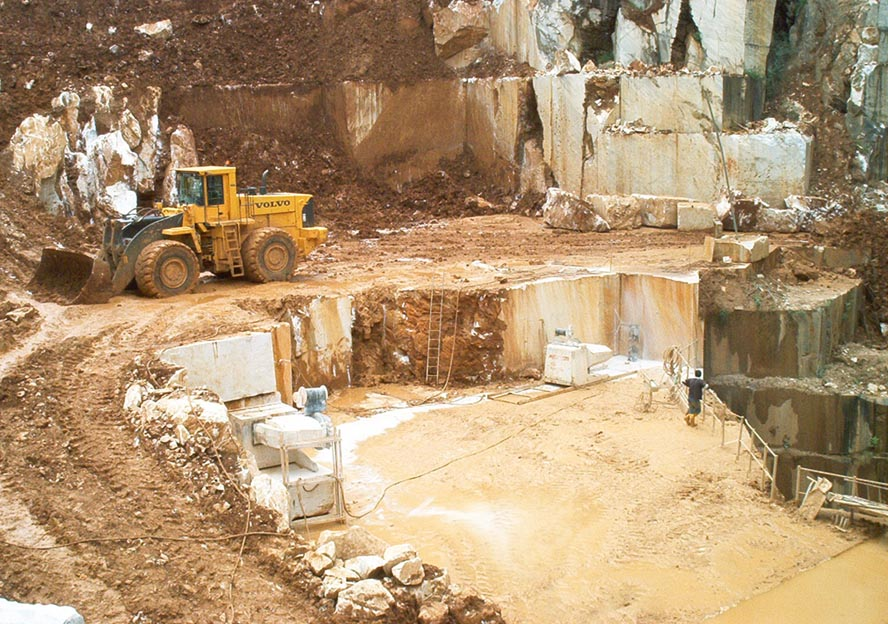
Una cava di marmo di Carrara

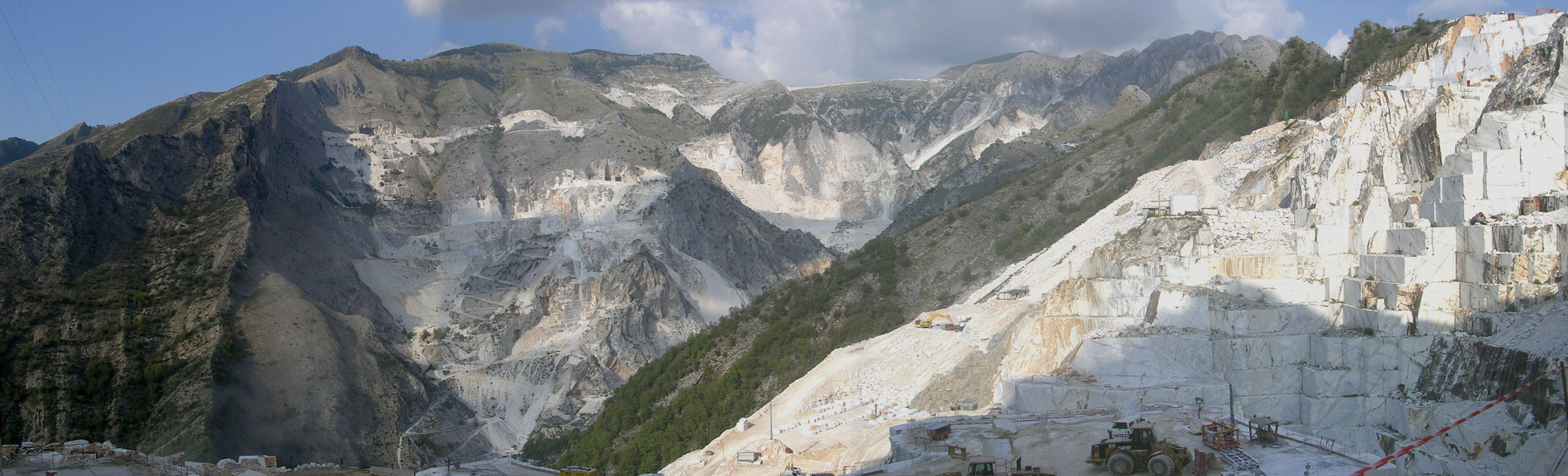
Vista delle cave di marmo

### Architetture religiose
- Insigne Collegiata Abbazia Mitrata di Sant'Andrea Apostolo: il Duomo della Città, architettura romanico-gotica.
- Chiesa del Suffragio: iniziata nel 1688 su progetto attribuito a Innocenzo Bergamini, fu poi rimaneggiata nel XIX secolo.
- Chiesa e convento di San Francesco: risale all'inizio del Seicento, quando Carrara era governata da Carlo I Cybo-Malaspina. Dall'Ottocento il convento ha mutato varie volte destinazione.Oggi è sede museale
- Chiesa del Carmine: risalente al XVII secolo, ospita una Madonna col Bambino di Bartolomé Ordóñez.
- Chiesa della Madonna delle Lacrime: conserva un altare di Francesco Baratta.
- Santuario della Madonna delle Grazie alla Lugnola: consacrata nel 1676, fu progettata da Alessandro Bergamini.

Fuori dalla città, nelle frazioni limitrofe, sono presenti:
- Chiesa di San Michele (località Gragnana). Realizzata fra la fine del XVIII secolo e la metà del XIX, ha le sue origini in una chiesa del 1450.
- Chiesa di Santa Maria Assunta (località Torano). Divisa in tre navate, presenta un portale risalente al 1554.
- Chiesa di San Pietro (località Avenza). Risale al 1620, ma ha le sue origini in un edificio medievale.
- Chiesa di Sant'Antonio Abate e Sant'Anna (località Noceto). Oratorio benedettino in stile romanico del XIII secolo, ampliato e modificato in stile barocco nel 1742.
- Chiesa di San Ceccardo ad Acquas (località San Ceccardo - Fabbrica). Oratorio di epoca imprecisata, sorto sull'ipotetico luogo di martirio del santo.
- Chiesa di San Giovanni Battista (località Fossola). La chiesa, costruita tra 1783 e 1801, sostituì una precedente nel vicino borgo di Moneta. Conserva l'importante pala rinascimentale in marmo con la Madonna col Bambino in trono e i Santi Giovanni Battista e Andrea, di Francesco e Bernardino del Mastro. Si tratta dell’unica della Lunigiana storica in forma di pala quadrata senza ripartizioni interne.[20]

### Piazze e strade
- Piazza del Duomo, chiamata anche Piazza "Drent (ossia dentro la prima cerchia di mura), ha forma trapezoidale ed è contornata da edifici di impianto medievale che furono più volte ristrutturati e ampliati in epoca cinque-seicentesca come l'elegante e decorato (internamente ed esternamente) palazzo barocco dei conti Sarteschi sul lato ovest, la vecchia canonica sul lato sud (ancora in stile gotico al piano terra), la casa dove dimorò Michelangelo Buonarroti sul lato nord quasi a continuazione del fianco sud del Duomo in stile romanico-gotico. Tra la casa "Buonarroti" e l'abside del duomo s'intravede la "nuova" canonica cinquecentesca con muri affrescati e il campanile, costituito da una torre a pianta quadrata con struttura marmorea, sormontato da una cuspide ottagonale il cui modello si rinviene quasi identico in campanili che sono disseminati lungo l'antico percorso dei costruttori (maestri cum-machinis, ossia maestri comacini) di cattedrali che scendeva dal nord della Francia, attraversava la Savoia superando gli storici passi delle Alpi Occidentali (Lanslebourg, Aosta) toccando la Liguria (Lavagna, Genova) fino ad arrivare a Carrara, luogo storico di escavazione e lavorazione della pietra.
- Piazza Alberica deve il suo nome ad Alberico I Cybo-Malaspina, che la fece costruire nel Seicento a ridosso delle mura della città, che lui stesso aveva fatto costruire con un secondo tracciato (1557-1637) per comprendere la crescente espansione urbana.
- Via Alberica nacque nel XVI secolo come razionalizzazione di percorsi precedenti e come asse di collegamento tra la Piazza del Mercato (ora Alberica) e il Palazzo del Principe, secondo una consuetudine urbanistica dell'epoca che privilegiava di tracciare strade che avessero un fondale o che collegassero due luoghi importanti. Detta anche via del Carmine e parallela al tratto sud delle mura cinquecentesche della città, doveva collegare le porte del versante a mare ma è rimasta corta. Nondimeno si presentò più 'larga' della precedenti strade cittadine, ampia e dritta come si prescriveva all'epoca per una strada adatta all'insediamento di palazzi nobiliari[21] ed infatti tutt'oggi vi si affacciano eleganti palazzi settecenteschi della vecchia nobiltà carrarese. Verso piazza Alberica, sul lato monte, si trovava la Pretura divenuta Tribunale al tempo dell'adesione di Carrara al governo risorgimentale provvisorio toscano (la frazione di Avenza e la città di Massa aderirono invece al Regno Sardo), e a metà strada, lato mare, vi si trovava l'elegante e storico Albergo della Posta (con scala centrale ad andamento elicoidale con le rampe circolari costituite da gradini in massello di marmo e la "tromba" centrale abbellita e strutturata con colonne rampanti in stile dorico). Purtroppo negli anni sessanta dello scorso secolo l'edificio è stato interamente sventrato per realizzarvi un edificio di abitazione con più piani di abitazione e magazzini commerciali al Piano terra. La strada è stata rinominata e intitolata a Loris Giorgi, partigiano e medaglia d'oro al valor militare.
- Piazza Antonio Gramsci, chiamata anche locamente Piazza d'Armi per via del suo primo antico nome, è stata trasformata in piazza a partire dal 1887 dopo che la zona che attualmente occupa la piazza era sede del giardino del Principe. All'interno di essa vennero eretti molteplici sculture dedicate a Pellegrino Rossi (da cui la piazza, tra i suoi tre cambi di nomi, prese nome), Giuseppe Verdi, Angello Pelliccia e l'anarchico Alberto Meschi. Al centro della piazza si erge una maestosa fontana con una palla che, spinta dal moto dell'acqua, compie un moto rotatorio; venne scolpita dall'americano Kenneth Davis nel 1979 con l'aiuto dell'artista Mario Fruendi con i marmi della cava del Polvaccio.
- Piazza Garibaldi, in località For d'porta (ossia fuori della "Porta marina" della seconda cerchia di mura) è un singolare spazio di forma triangolare, posto di fianco al teatro Animosi, già di proprietà della Società degli Animosi. Si collega per forma e dimensione alla piazza in fronte al Teatro, cosicché i due spazi diventavano elementi di un'unica singolare piazza. La sistemazione fu fatta dall'ing. Leandro Caselli nel 1887. Al centro si trova il monumento a Garibaldi.
- Piazza Erbe: storica sede del mercato alimentare.

### Architetture civili
- Casa di Emanuele Repetti, posta all'inizio di via Santa Maria. La casa del geografo, naturalista e letterato carrarese Emanuele Repetti (1776-1852) risale al XIII secolo, come molti degli edifici circostanti. Pare che al suo interno abbia soggiornato anche Francesco Petrarca. È stata la prima sede del comune di Carrara.
- Il palazzo dei conti Pisani è un severo edificio seicentesco su via del Carmine angolo piazza Alberica il cui retro, esposto a meridione, si affacciava su un grande giardino all'italiana addossato alle mure cinquecentesche della città (ancora presenti). nel 1885 l'edificio con i relativi cortili interni venne adattato dall'ingegnere Leandro Caselli, capo dell'Ufficio tecnico, quale sede degli uffici comunali. Il grande giardino era abbellito da fontane, statue e cariatidi in marmo; queste ultime, a seguito della ristrutturazione e la creazione della sala polifunzionale (teatro delle marionette poi Banca), furono trasferite lungo via del Carmine, dove sono tuttora.
- Palazzo Del Medico è un imponente ed elegante edificio barocco costruito nella prima metà del secolo XVIII, su progetto dell'architetto carrarese Alessandro Bergamini, sul lato lungo occidentale della Piazza Alberica, gli interni sono ricchi di stucchi e bassorilievi marmorei.
- Palazzo delle Logge è un armonico e sobrio edificio cinque/seicentesco, fu eretto alla fine del Cinquecento su progetto di Giorgio Vasari a cui subentrò l'architetto Alfonso Parigi, che lo portò a termine nel secolo successivo. L'edificio con ampio loggiato al Piano terra occupa metà del lato lungo orientale della Piazza Alberica. Purtroppo le sistemazioni e i decori interni, a causa delle diverse destinazioni e trasformazioni subite nel tempo, sono andati perduti. L'edificio ricorda quello delle Logge progettato dallo stesso architetto per Arezzo nel 1573 ma le logge di quest'ultimo edificio poggiano su pilastri murari anziché su colonne di marmo bianco come invece quello in Piazza Alberica a Carrara.
- Teatro Animosi, in località For d' porta, fu costruito a partire dal 1836 fino a 1840 dall'architetto Giuseppe Pardini di Lucca. La facciata è d'ispirazione classica: presenta uno schema a due piani in forma di pronao di tempio, con sei colonne sovrastate da una balaustra ornata di fiori e ghirlande, il tutto sorretto da un basamento di pilastri.
- Teatro Politeama, che occupa tutto il lato nord dell'ottocentesca Piazza L.C. Farini (ora Piazza G. Matteotti), fu uno degli ultimi progetti fatti per Carrara dall'ingegnere Leandro Caselli prima di trasferirsi a Messina dove aveva vinto il concorso di ingegnere capo dell'Ufficio Tecnico di quel Comune. Il grande edificio, che comprende anche fondi commerciali ed abitazioni, fu costruito a partire dal 1888 e inaugurato nel 1892.
- Villa Fabbricotti alla Padula venne costruita nel 1879 su progetto di Vincenzo Micheli, architetto di origini carraresi residente a Firenze, dove dirigeva l'Accademia di Belle Arti.
- Le Scuole Cattoliche Femminili, coprono tutto il lato nord della piazza d'Armi, poi Risorgimento (ora Gramsci). L'edificio fu ampliato a fine milleottocento con la ingegnosa e scenografica aggiunta di due ali laterali che si protendono simmetricamente in avanti rispetto all'esistente corpo centrale (costituito da un edificio a pianta rettangolare di sobria architettura neoclassica). Il complesso, fu ingrandito con pianta ad "U" rispettando lo stesso linguaggio architettonico sia nel disegno delle modanature sia nella cadenza delle aperture. L'edificio, così ampliato (su progetto dell'ingegnere Leandro Caselli) fa da armonico sfondo all'imponente monumento di Pellegrino Rossi (opera dello scultore Pietro Tenerani) che fronteggia il giardino di forma ellittica posto al centro della Piazza d'Armi e progettato sempre dallo stesso ingegner Caselli (Capo dell'Ufficio Tecnico Comunale) con la collaborazione dei fratelli Marcellino e Giuseppe Roda (botanici ed esperti giardinieri ottocenteschi).
- Palazzo Binelli, poi della Banca d'Italia in via Verdi (già Stradone), fu progettato a fine ottocento dall'ingegnere Leandro Caselli per i conti Binelli, importanti industriali del marmo che costruirono le prime segherie multi-lama ed uno dei tre pontili caricatori alla marina di Lavenza. L'edificio in stile eclettico neo-rinascimentale ha pianta simmetrica servita da un imponente ed ampio scalone centrale con struttura portante costituita interamente da gradini monolitici di marmo bianco perfettamente incastrati tra di loro e a sbalzo sulla muratura perimetrale. Ricchissime erano le finiture interne: pavimenti in legno, soffitti affrescati e seta alle pareti. Mobilio di pregio e statue completavano gli allestimenti interni. Attualmente, l'edificio è spoglio di ogni arredo e conserva solo l'elegante impianto architettonico. Il palazzo, dopo importante ristrutturazione, ospita la sede della Fondazione della Cassa di Risparmio di Carrara.
- Villa dei conti Binelli, sulla via di Sorgnano in località Padula fu progettata a fine ottocento dall'architetto francese Philippe Randon per uno dei rami della famiglia dei conti Binelli. Il progetto è in insolito stile floreale e la villa ricorda esempi rintracciabili in nord Europa. Ricche sono le decorazioni in legno traforato (quasi ricami) che fanno da brise-soleil sui quattro timpani del tetto e da parapetti per i terrazzi del primo e secondo piano. Eleganti e ricche sono pure sono le decorazioni all'interno dell'edificio. Purtroppo la mancanza di manutenzione dopo la seconda guerra mondiale hanno provocato la distruzione di quasi tutti i motivi decorativi lignei dei paramenti esterni.
- Villa Biggi, in località Fossola fu progettata negli Anni Venti del novecento dall'architetto F. Severini in sobrio ed elegante stile floreale. Esterni in marmo travertino e mattoni a vista, interni decorati con rivestimenti in legno intarsiato; il vasto e alberato giardino che la circonda era recintato con un'elegantissima cancellata "liberty" in ferro battuto formata da barre verticali in ferro di sezione quadrata di forte spessore lavorata a torciglione. A fine Novecento la caratteristica e "monumentale" cancellata è stata sostituita con altra in ferro di più semplice fattura.
- Villa La Serenella, via Roma, salita di San Ceccardo, fu progettata nell'anno 1898 dall'architetto carrarese Enrico Bonanni.Palazzo delle Poste

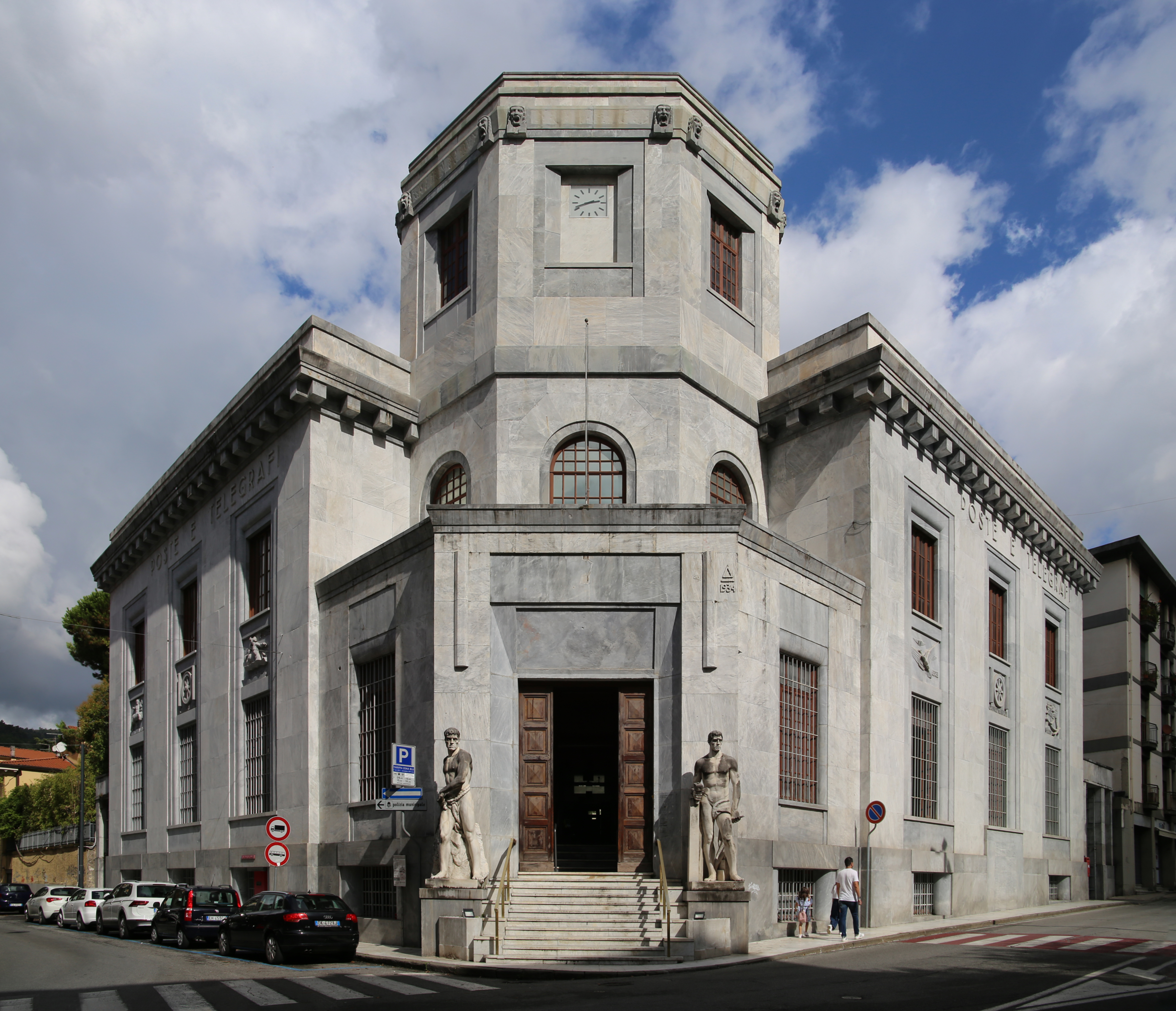
Palazzo delle Poste

- Palazzo delle Poste (1933), progettato dall'architetto carrarese Giuseppe Boni, è costituito da una torre ottagonale le cui facciate sono interamente rivestite in marmo. Ai lati della scalinata d'ingresso sono collocate due sculture raffiguranti "il cavatore" e "lo scultore" opera di Sergio Vatteroni (grafico, pittore e scultore), autore anche del medaglione marmoreo murato nella Scuola Media Statale di Pontremoli, che raffigura il Gen. Pietro Ferrari a cui la scuola media è dedicata.
- Villa "Casa Mia" dell'architetto Enrico Bonanni. La Villa "Casa mia", in sobrio stile "rurale toscano" fu progettata negli anni venti del Novecento dall'allora ben noto architetto Enrico Del Debbio per conto della famiglia Berring - Nicoli poi acquistata dai Crips (imprenditori del marmo, soci di quel Walton che costruì a metà dell'Ottocento i primi due moli caricatori alla Marina di Lavenza).
- Palazzo Walton, anche detto "dell'Angelo", si trova all'incrocio tra il Ponte Walton di San Martino e Corso C. Rosselli (già Corso Vittorio Emanuele). Fu residenza privata dell'imprenditore di origine inglese Guglielmo Walton e sede, al piano terra, della storica Società marmifera Walton, poi Walton Goody and Cripps (con sede principale nel Regno Unito in Eagle Wharf Road, 48 Londra). Ceduto in proprietà, insieme alla ditta, alla famiglia del Conte Francesco Salvini, fu acquistato all'incanto nel 1940 da Dora Giovannoni, moglie dell'avvocato Giuseppe Bàrberi; attualmente è di proprietà degli eredi. Elegante struttura eclettica che fonde la gravosità della mole con eleganti decorazioni in stile Tudor, arricchita da preziosi ricami marmorei, archetti ogivali, frontone decorato e colonne con capitelli riccamente ornati con decorazioni floreali. Sul frontale del portone di pregevole fattura l'Arcangelo Gabriele collocato in nicchia ornata da archetti neogotici e fregi arborei, in atteggiamento benedicente ed annunziante in chiaro stile pre-raffaellita opera dello scultore romantico danese Hensl (1847). All'interno sobria ed elegante scalinata in marmo bianco venato di accesso ai piani, con ballatoi in lastre uniche; sontuosi caminetti monumentali in bardiglio venato, marmo bianco statuario e marmo rosa Portogallo(si suppone dai commerci del primo proprietario perché coevi alla costruzione del palazzo), accolgono l'ospite nelle sale di rappresentanza al I piano; non meno pregevole camino monumentale in granito marmo verde scuro indiano al piano terra; al secondo piano sontuoso camino in marmo statuario riccamente decorato e cesellato con rocailles e decorazioni floreali.

Altri edifici rilevanti ai fini dell'architettura, soprattutto per i tipi di stile: eclettico, liberty, razionalista, ecc., sono: villa Dervillè, la ex Camera di Commercio di Carrara in corso Rosselli (già corso Vittorio Emanuele), progettata da Leandro Caselli, la casa Baruzzo-Franzoni, la casa del Balilla, progettata nel 1929 (ultimata nel 1934) dall'architetto Giuseppe Boni, la villa Il Corvenale, palazzo Bonanni, progettato dall'architetto Enrico Bonanni, palazzo della "Moretta", progettato dall'architetto Enrico Bonanni su impianto strutturale dell'ingegner Leandro Caselli, il palazzo INAIL (1940/46), già INFAIL, di puro stile razionalista rivestito interamente in marmo di Carrara su progetto dell'architetto Luigi Giulini e direzione lavori Aldo Scarsella (ben noto a quell'epoca come eccellente ingegnere, fine conoscitore sia delle tecniche costruttive sia della lavorazione e dell'impiego dei marmi), palazzo Tenerani progettato dall'architetto Enrico Remedi, palazzo Torri edificato agli inizi degli anni 1960 del secolo scorso lungo il Viale XX Settembre e progettato dall'architetto Ezio Bienaimé, il palazzo del Comune di Carrara progettato dagli architetti Bruno Fedrigolli e Dante Petrucci, Villa Giampaoli su progetto dell'architetto Enrico Galeotti poi modificata dall'architetto Enrico Del Debbio, Villa Robson, il nuovo palazzo della Camera di commercio di Carrara, in via Sette Luglio, progettato nel 1957 a seguito di concorso nazionale da Carlo Aymonino assieme a Chiarini e a B. De Rossi.

### Architetture militari
- Palazzo Cybo Malaspina

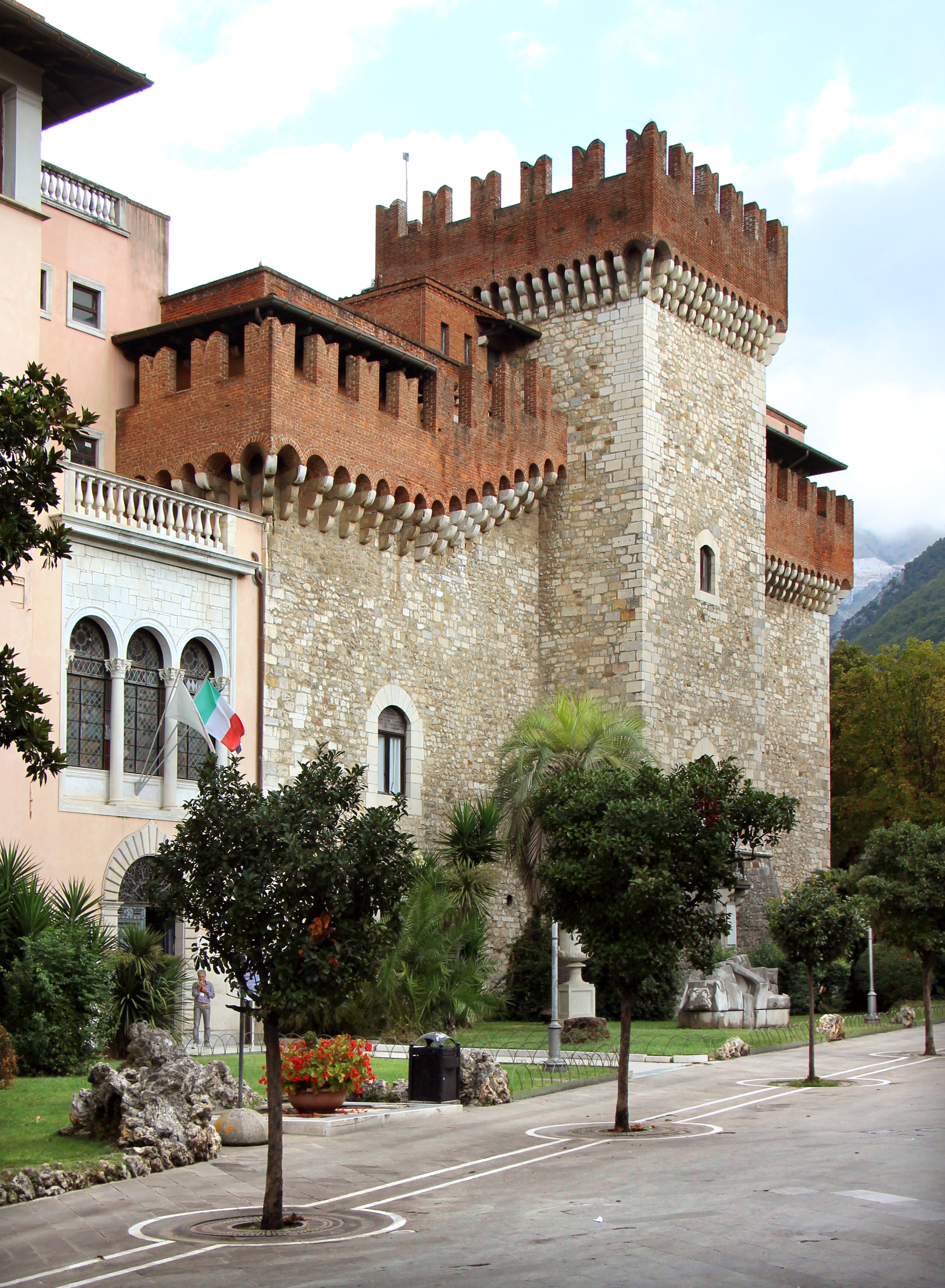
Palazzo Cybo Malaspina

Si tratta di un complesso di edifici composto da un Castello altomedievale a cui in epoca rinascimentale fu aggiunto un Palazzo signorile. Il Castello (o Rocca) ha origini antichissime e fu edificato su precedenti fortificazioni risalenti forse al periodo bizantino-longobardo. È citato per la prima volta in un documento del 13 agosto 1187, conservato presso l'Archivio di Stato di Firenze, che menziona il pedaggio pagato dall'Abate di Bobbio in transito a Carrara. All'epoca pare che l'edificio fosse costituito da una coppia di torrioni. Il Castello fu ampliato in due epoche successive: la prima volta nel 1215 da Guglielmo Malaspina, successivamente da Iacopo Malaspina nel 1473, quando il feudo passò definitivamente nelle mani di questa casata. In origine il Castello era la sede della famiglia nobiliare, ma dopo la rovinosa incursione dei francesi di Carlo III nel 1495 i Malaspina spostarono la loro corte nella città di Massa, giudicata più sicura. Il Palazzo rinascimentale fu aggiunto da Ricciarda Malaspina nel 1519 e successivamente ampliato dal figlio Alberico I nel 1557. I lavori di Alberico I unirono il Palazzo al Castello e trasformarono il complesso in una residenza signorile adeguata agli standard dell'epoca. I lavori di ampliamento e di adeguamento furono continuati anche dal nipote di Alberico Carlo I. Con l'affermazione dei Cybo-Malaspina e dei loro successori, gli Este di Modena, il complesso divenne sede marchionale (già nel 1558 sotto Alberico I), e successivamente, sede ducale (nel 1790 sotto Maria Beatrice d'Este). Con l'occupazione napoleonica e l'inclusione di Massa e di Carrara nel principato di Elisa Bonaparte Baciocchi, il Castello-Palazzo venne adibito a sede dell'Accademia di belle arti di Carrara (1806), destinazione d'uso che conserva ancora oggi. L'Accademia di Belle Arti, una delle più antiche d'Italia e d'Europa, era stata fondata con atto chirografo di Maria Teresa d'Este qualche decennio prima, il 26 settembre 1769. Dopo il terremoto, che ha colpito la città nel settembre del 1920, il complesso della Rocca e del Palazzo ha subito un restauro (iniziato nel 1924) che ha portato al consolidamento delle strutture murarie e delle fondazioni (sul lato ovest, dove una strada aperta dal Comune aveva indebolito le fondazioni della Rocca) e alla demolizione dei locali aggiuntisi nel tempo sul lato esterno del torrione medioevale. La costruzione si presenta ancora oggi con due viste ben distinte: i lati Ovest e Sud Ovest mostrano una caratteristica architettura rinascimentale, corrispondente al più recente Palazzo del Principe, mentre il lato Est conserva ancora l'antico stile medioevale dell'originale Castello. Le molte opere d'arte e di valore, che erano contenute nel palazzo, sono state trafugate durante le numerose vicissitudini storiche che la città di Carrara ha subito anche in epoca relativamente recente.
- Castello di Moneta

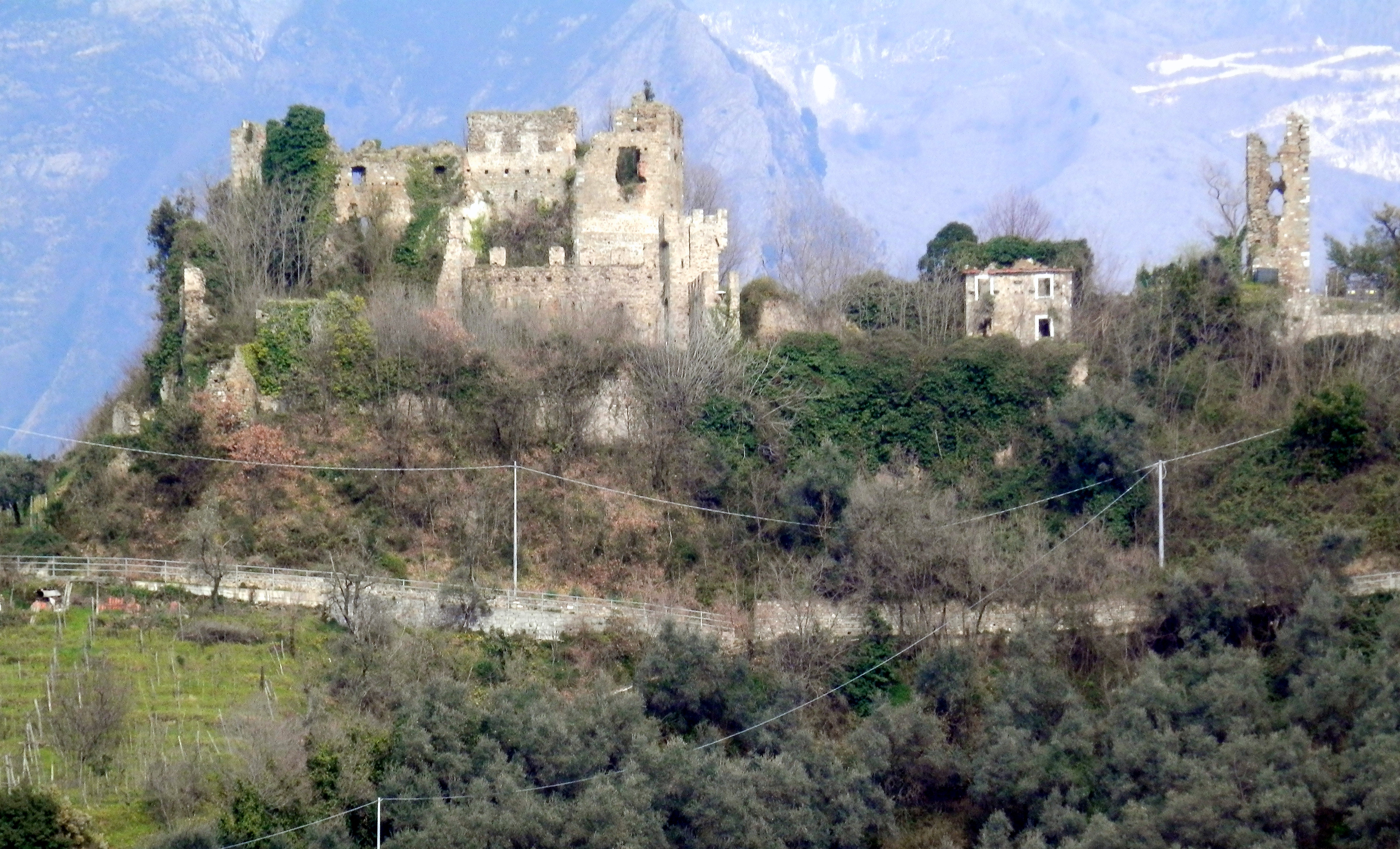
I ruderi del Castello di Moneta

Il castello di Moneta, oggi in rovina, è un antichissimo insediamento risalente al II secolo a.C., quando, poco dopo la sconfitta degli Apuani ad opera dei Romani, la famiglia dei Monetii vi si stabilì fondando una villa. Collocato in posizione strategica, sulla cima di un colle dal quale si può dominare tutta la valle di Carrara, l'insediamento venne utilizzato a più riprese come postazione difensiva dagli abitanti dell'antica Luni, poi dai Bizantini, successivamente dai Longobardi e dai Franchi. Nel corso del X e XI secolo fu ulteriormente fortificato per difendere la zona dalle incursioni dei Normanni e degli Arabi, e passò sotto l'amministrazione dei vescovi-conti di Luni con il nome di Castrum de Moneta. La fortificazione conservò la sua importanza per quasi tutti i nobili che si alternarono al governo della tormentata Signoria di Carrara e andò incontro ad un grande ampliamento sotto Spinetta Fregoso che, nel 1447 - 1455, organizzò il borgo in una serie di cinte ellittiche concentriche, ristrutturò le cisterne sotterranee e ingrandì il mastio principale aggiungendoci anche una cappella. Con il passaggio del territorio sotto il dominio stabile dei Malaspina (1476) il borgo fortificato di Moneta iniziò a perdere importanza, anche perché lo sviluppo e il perfezionamento dell'artiglieria resero il luogo facilmente bombardabile dai colli vicini. Ancora al 1602 fino alla seconda metà del Settecento Moneta era occupata da una guarnigione militare a difesa stabile del castello ma abitata solo da qualche centinaia di paesani. La guarnigione del castello Moneta (a difesa confine orientale del Ducato) era per numero di componenti inferiore solo a quella del Castello di Massa (a difesa del confine occidentale). La guarnigione era soggetta alla "tenenza" ossia affidata alla responsabilità di una famiglia nobiliare locale ed era sottoposta al comando operativo di un "sottotenente" ossia di un esperto militare. Le cariche di "tenente" e "sotto tenente" venivano rinnovate e/o mutate di anno in anno, secondo convenienza. Tra il finire del XVIII secolo e i primi anni del XIX (persa definitivamente importanza militare con i nuovi assetti territoriali conseguenti alla prima campagna d'Italia di Napoleone I) il castello ed il circostante borgo vengono definitivamente abbandonati.
- Castello di Castruccio

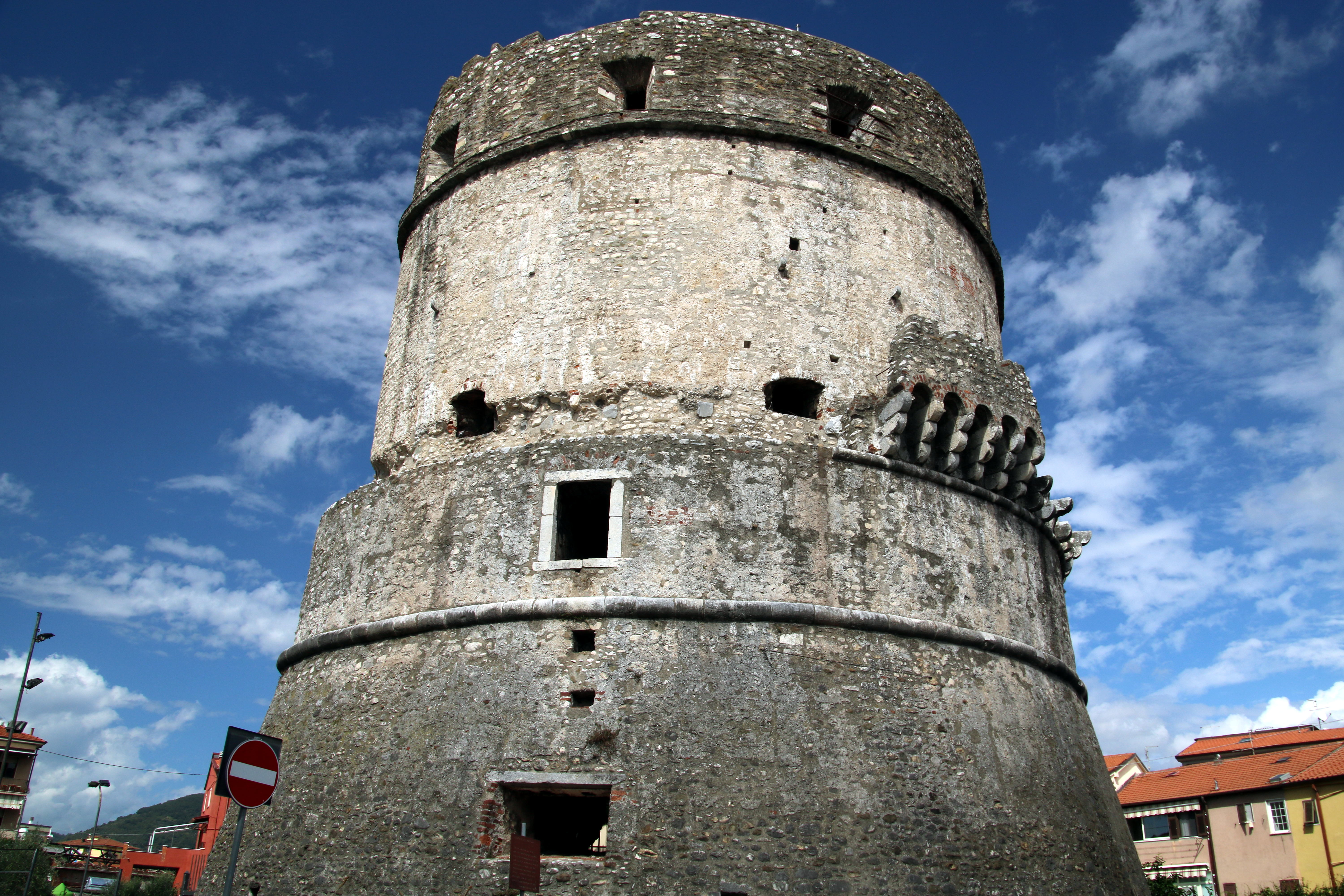
La Torre

La Torre di Castruccio è quanto rimane della fortezza fatta costruire all'inizio del XIV secolo da Castruccio Castracani nel borgo di Avenza, a scopi difensivi e per il controllo dei traffici commerciali lungo la pianura. È probabile che la rocca di Castruccio sia stata costruita su strutture precedenti risalenti almeno all'anno Mille. A loro volta gli attuali resti corrispondono ad ampliamenti e ammodernamenti delle fortificazioni originali operati dai Malaspina nei successivi secoli. L'imponente castello (posto all'incrocio della via Aemilia Scauri col fiume Lavenza) era caratterizzato da robusti torrioni (tre cilindrici ed uno quadrangolare) fu smantellato dopo l'Unità d'Italia per essere utilizzato come cava di pietre da costruzione. Il torrione che ancora esiste (di forma cilindrica posto nell'angolo sud-est della fortezza) si salvò nel 1883 grazie al riuscito interessamento dello storico Theodor Mommsen.
- Castello di Ficola

Il castello di Ficola era un edificio ad uso militare in cima ad una collina nell'omonima località in prossimità di Carrara. Distrutto, è stato trasformato in villa gentilizia con oratorio dedicato a santa Caterina. Oggi è parzialmente ridotto a rudere.

### Statuaria pubblica

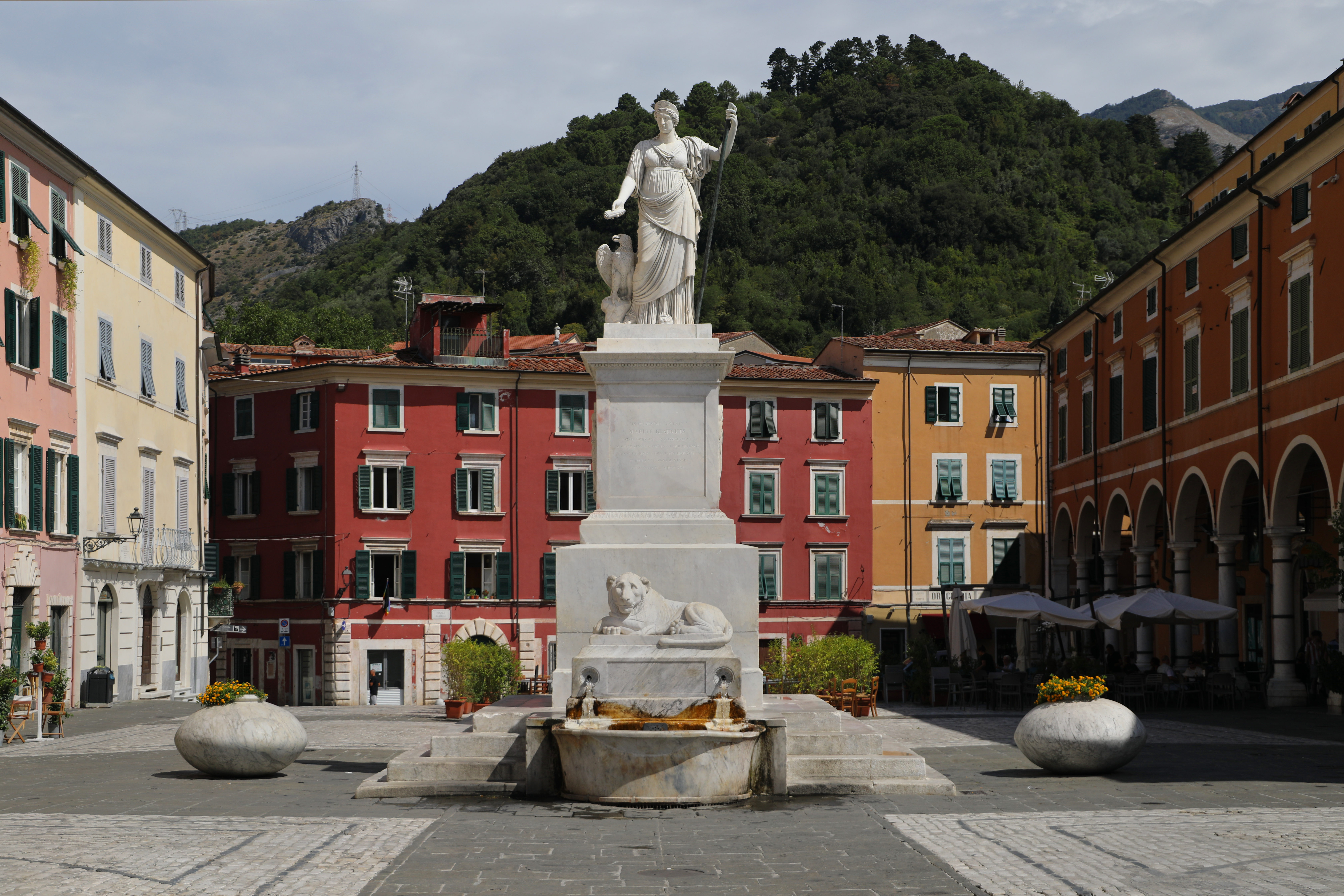
Piazza Alberica, monumento a Maria Beatrice d'Este

- Il Cavallo (in dialetto carrarino: l cavad), statua equestre della tarda latinità di grandezza ridotta rispetto al naturale inserita nelle mura Albericiane in corrispondenza della Porta cittadina (al Cavad) che si trovava in vicinanza della chiesa settecentesca del Pianto. La statua, non finita, è in marmo bianco con danni e mancanze, è però fra le pochissime di carattere equestre pervenuteci dal mondo classico. Essa rappresenta il patrizio e soldato romano Marco Curzio la cui leggenda è descritta negli Annali (VII,6) di Tito Livio.
- La Sirena Caratteristica, fontana barocca sulla via Carriona nei pressi della "Porta del Cavallo". La fontana, più volte raffigurata nelle guide di viaggio straniere del settecento ed ottocento, rappresenta una sirena seduta su un delfino che dalla bocca versa acqua in una grande conchiglia (Pecten)
- Fontana del Gigante, statua incompiuta rappresentante Andrea Doria in sembianze di Nettuno, eseguita dal noto scultore fiorentino Baccio Bandinelli. La statua abbandonata a livello di "abbozzo" fu poi utilizzata nel 1563 dal marchese di Carrara Alberico I Cybo-Malaspina per abbellire la "Piazza Drent" (detta anche d'l Dom). L'enorme statua, rinominata dai Carrarini l Zigant, poggia su due delfini con "boccaloni" d'acqua di sorgente che si riversano in continuazione a fontana entro una vasca di candido marmo.
- Monumento a Maria Beatrice d'Este, il monumento la rappresenta con figura eretta a tutta altezza (eseguita nel 1827 in stile neoclassico dallo scultore carrarese Pietro Fontana). L'imponente statua, che è posta al centro di Piazza Alberica, si erge su un alto piedistallo arricchito da bassorilievi. Alla base del piedistallo vi è una piattaforma con gradini che terminano contro una "sfinge" sotto di cui due bocche d'acqua riversano acqua di fonte entro una vasca di marmo.
- Monumento a Pellegrino Rossi, enorme monumento su alto piedistallo marmoreo ornato da bassorilievi scolpiti da Alessandro Biggi (Carrara 1848-1926) posto al termine della storica "Piazza D'Armi" già "Giardini del principe". La Statua rappresenta lo statista seduto alla scrivania e fu eseguito sul modello fatto dall'amico e concittadino nonché famoso scultore Pietro Tenerani.

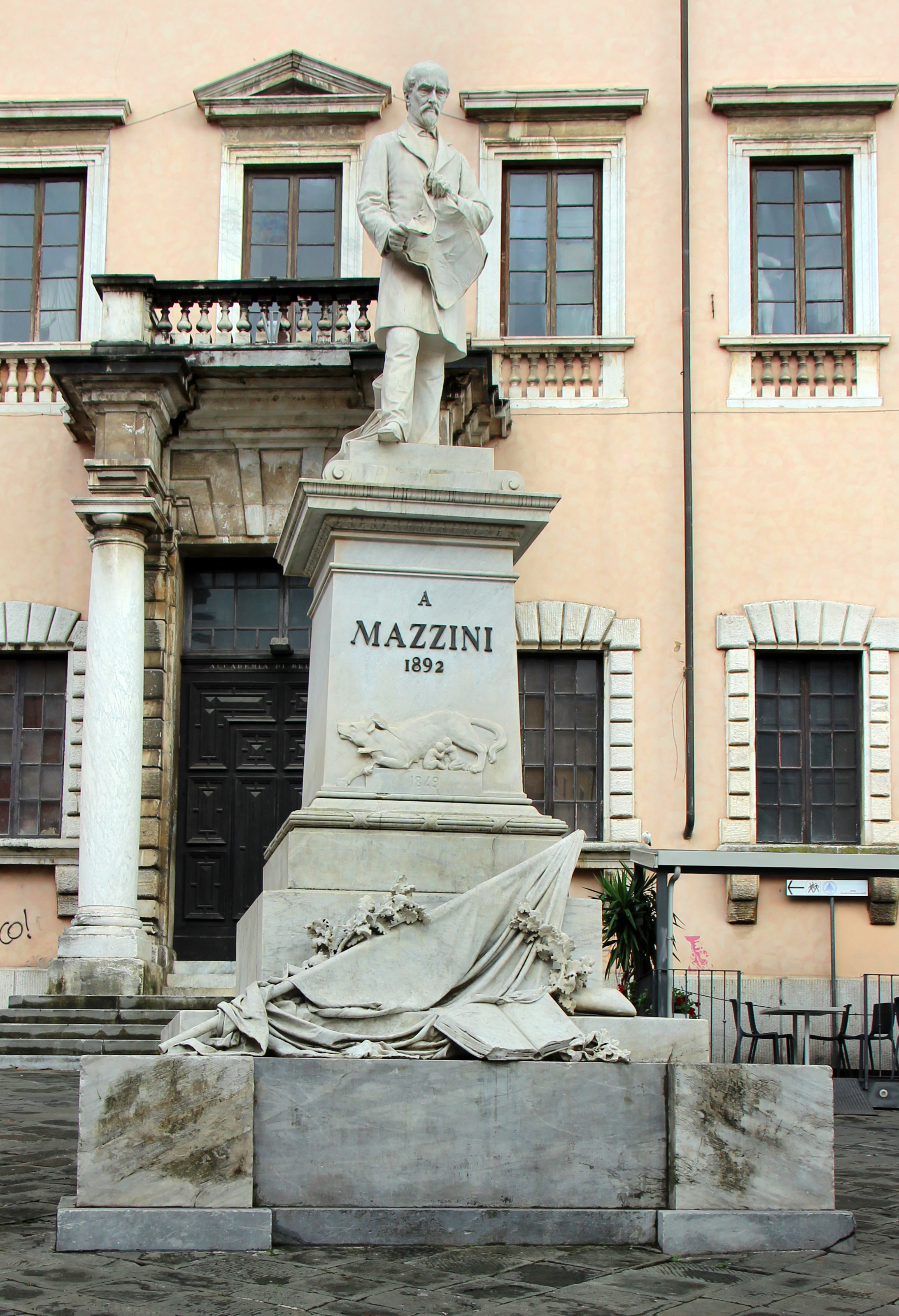
Monumento a Mazzini

- Monumento a Giuseppe Mazzini, monumento eretto su alto piedistallo marmoreo in Piazza Accademia, visibile da Piazza Alberica in asse a Via Del Carmine. Costituisce un rilevante elemento di riferimento urbano di indubbio effetto scenografico. Il monumento fu eseguito per la municipalità di Carrara nel 1892 dallo scultore e fervente mazziniano Alessandro Biggi (Carrara 1848 - 1926).
- Monumento a Giuseppe Garibaldi, monumento di grandi dimensioni e di rilevante efficacia scenica, fu posto a fine ottocento (27 ottobre 1889) al centro della piccola piazza triangolare (che sta tra il fianco del Teatro Animosi e Corso Rosselli già Corso Vittorio Emanuele II) davanti all'ex Palazzo Fabbricotti (divenuto poi sede del sindacato dei paesi del marmo). Il monumento, opera dello scultore Carlo Nicoli, raffigura Garibaldi che sbarca a Marsala con la spada sguainata. La statua poggia su un piedistallo cilindrico ornato dai grandi fasci, che rappresentano l'unità nazionale.
- Monumento a Pietro Tacca, monumento riproducente l'artista a grandezza naturale. Il Tacca è rappresentato nell'atto di impersonare uno dei quattro mori incatenati, che lo scultore eseguì negli anni venti del seicento per il piedistallo marmoreo della statua di Ferdinando I de' Medici a Livorno; secondo una lettura interpretativa più popolare, ma molto vicina alla narrazione degli eventi biografici dell'Artista, la scultore carrarese sarebbe essere stato scolpito dal Fontana con le mani legate da corde pesanti dietro le spalle e lo sguardo voltato rispetto allo spettatore, perché sdegnato dal comportamento che i suoi concittadini avrebbero avuto nei suoi confronti, costringendolo a trasferirsi a Firenze per potere lavorare in libertà. La statua del Tacca fu realizzata nel 1900 dallo scultore carrarino Carlo Fontana (1865 - 1956) e posta nel giardino davanti al fronte Est dell'Accademia di Belle Arti.
- Monumento a Giuseppe Verdi, monumento costituito da una grande lapide in marmo bianco con una figura d'uomo seminudo, in sembianze classiche, di dimensioni superiori al naturale scolpita in altorilievo. L'uomo è coricato su un fianco e si copre il volto come a volersi estraniare dalla realtà. Il monumento eseguito nei primi anni del Novecento è collocato in un'aiuola laterale di Piazza D'Armi (ora Piazza A. Gramsci) ed è opera dello scultore carrarese Peppino dell'Amico che nell'eseguirla si ispirò ai versi della canzone composta da G. D'Annunzio in onore di Verdi "diede una voce alle speranze e ai lutti, pianse ed amò per tutti...".[22]

## Società

### Evoluzione demografica
Abitanti censiti

### Etnie e minoranze straniere
Al 31 dicembre 2023 gli stranieri residenti nel comune erano 5 054, ovvero il 6,81% della popolazione. Di seguito sono riportati i gruppi più consistenti:
- Romania 1 725
- Marocco 741
- Senegal 437
- Cina 361
- Albania 289
- Repubblica Dominicana 241
- Ucraina 139
- Bangladesh 77
- Egitto 68
- Nigeria 64

### Lingue e dialetti
Accanto alla lingua italiana, peculiarità etno-linguistica di Carrara e di alcuni territori limitrofi è il dialetto carrarese, idioma di transizione tra le parlate toscane e quelle gallo-italiche. l'area in questione è prevalentemente circondata, a sud da parlate toscane, ad ovest da liguri e a nord da parlate lunigiane (queste ultime maggiormente affini anche se diverse).

## Cultura

### Istruzione
L'Accademia di belle arti di Carrara è stata fondata nel 1769.

#### Musei
- Museo civico del marmo
- Cava-museo di Fantiscritti
- Centro Arti Plastiche
- CARMI - Museo Carrara e Michelangelo

### Media

#### Emittenti Radio-Tv
- Contatto Radio
- Radio Nostalgia Toscana
- Tele Toscana Nord

### Cinema
- I figli di nessuno - regia di Raffaello Matarazzo (1951)
- Al lupo al lupo - regia di Carlo Verdone (1992)
- Viaggi di nozze - regia di Carlo Verdone (1995)
- Quantum of Solace - (2008, location) Le cave di Carrara sono il luogo dell'inseguimento nella prima scena del film.
- The Brutalist - regia di Brady Corbet (2024)

### Cucina
- Taglierini coi fagioli
- Tordelli
- Lasagne stordellate
- Lardo di Colonnata
- Cappelletti in brodo
- Sgabei
- Muscoli ripieni
- Polenta con sugo di funghi e pecorino
- Baccalà marinato alla carrarina
- Polenta incatenata
- Trippa alla carrarina
- Torta di riso[non chiaro]
- Frittelle dolci di riso
- Focaccia dolce con uvetta e pinoli
- Focaccia schiacciata di grano molto salata . Accompagnata con fichi di Montemarcello
- Farinata
- Castagne bollite carraresi (dolcissime, comunemente conosciute come carpanesi)
- Vino di Candia e di Moneta (due zone collinari del comune di Carrara)

### Eventi
- Biennale internazionale di scultura, fino al 2010[25][26]
- CarraraMarmotec - Fiera internazionale del marmo e delle tecnologie per la sua lavorazione
- Carrara festival (Con-vivere)
- Premio nazionale "Torre di Castruccio" - Premio per lo sport e la cultura
- MarbleWeeks - Esposizioni ed installazioni in marmo sono disposte per tutta la città
- Solennità di san Ceccardo, Patrono della Città (16 giugno)
- Solennità della Madonna del Popolo, Patrona del centro storico (seconda domenica di maggio e terza domenica di novembre)

## Geografia antropica
Il centro della città è suddiviso in vari rioni:
- Centro Storico
- San Francesco
- Monterosso
- Caffaggio
- Montia
- San Martino
- Fuori di Porta

### Suddivisioni amministrative
Il territorio comunale era suddiviso fino al 2012 in cinque circoscrizioni:
- Circoscrizione 1 Zone a monte
- Circoscrizione 2 Carrara Centro
- Circoscrizione 3 Carrara adiacenze
- Circoscrizione 4 Avenza
- Circoscrizione 5 Marina

### Quartieri
La città di Carrara è composta da vari quartieri che vanno dal centro storico, posto in posizione dominante, fino al mare. I quartieri della città di Carrara sono:
- Centro storico
- Bonascola
- Fabbrica
- Foce
- Fossola
- Fossone
- Nazzano
- Pontecimato
- Querceta
- Stadio-Perticata
- Sant'Antonio

### Frazioni
Le frazioni del comune di Carrara sono:
- Avenza (comprende anche Battilana, Covetta e P.E.E.P.) (12 800 abitanti)
- Bedizzano (797 abitanti)
- Bergiola (406 abitanti)
- Castelpoggio (357 abitanti)
- Codena (745 abitanti)
- Colonnata (268 abitanti)
- Fontia (206 abitanti)
- Gragnana (917 abitanti)
- Marina di Carrara (15 377 abitanti)
- Miseglia (449 abitanti)
- Noceto (66 abitanti)
- Sorgnano (387 abitanti)
- Torano (Carrara) (670 abitanti)

## Economia

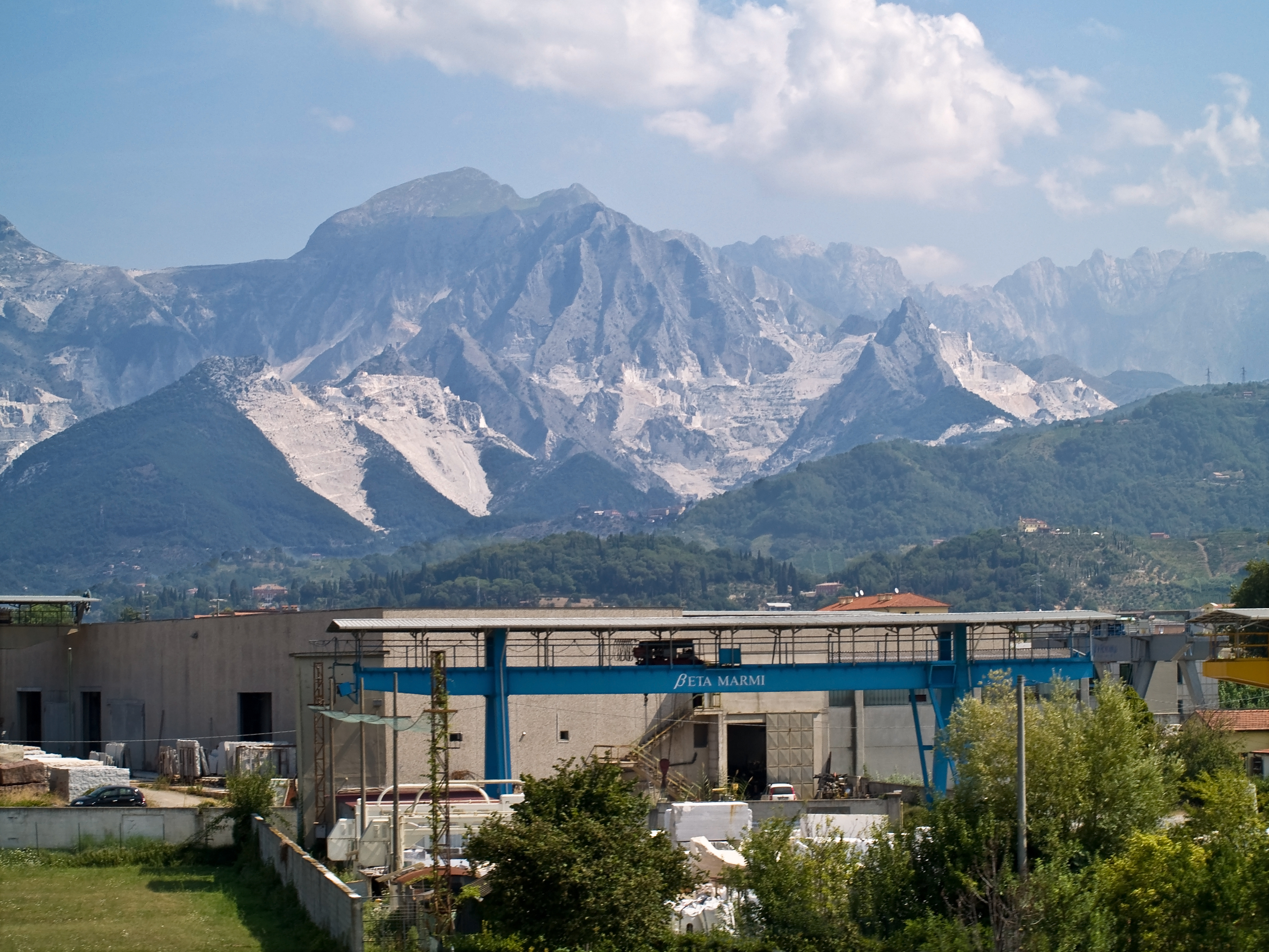
Carrara, sfruttamento del marmo

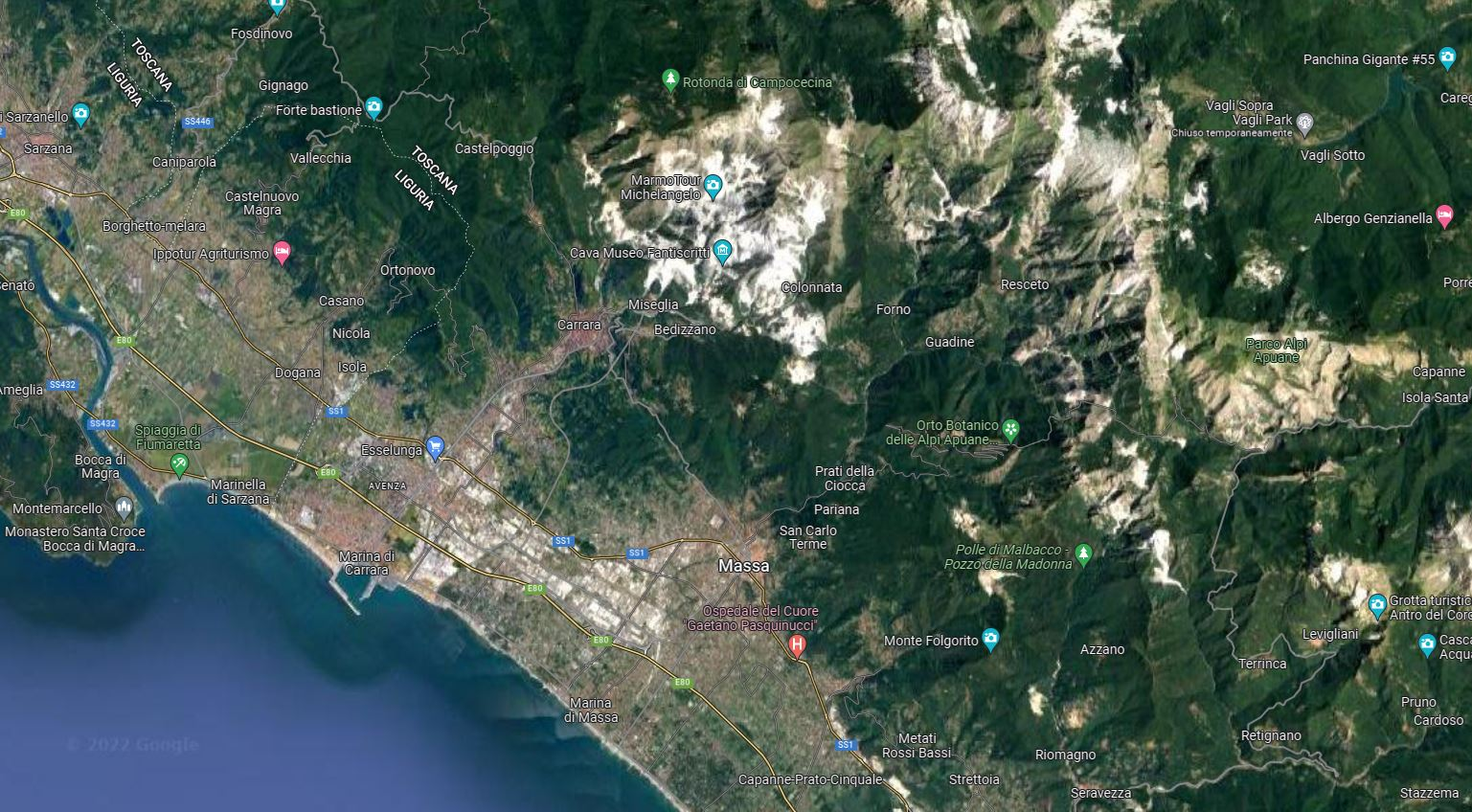
L'immensa estensione del bacino marmifero di Carrara vista dal satellite di Google, estate 2022

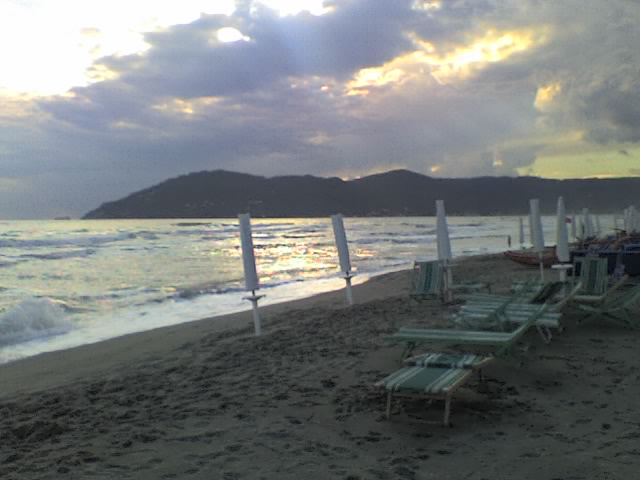
Punta Bianca vista dalle spiagge di Marina di Carrara

L'economia di Carrara è legata principalmente all'industria e al commercio del marmo e derivati. Le scaglie (cosiddetti detriti), che costituiscono circa il 75% del materiale estratto, vengono polverizzate per realizzare carbonato di calcio per additivi industriali. I blocchi vengono invece imbarcati nel porto di Marina di Carrara ed esportati in tutto il mondo per essere lavorati o, più raramente, finiscono nelle segherie e laboratori presenti sul territorio e nei laboratori dove vengono trasformati e messi sul mercato. Da diversi anni, a causa dell'elevato impatto paesaggistico e ambientale in un territorio ricco di biodiversità e geodiversità come quello delle Alpi Apuane, la filiera del marmo è oggetto di un'aspra battaglia ambientalista per la chiusura delle cave.
 Oltre all'industria e al commercio del marmo, che rimangono le attività principali, Carrara fa leva sul turismo, in particolare quello artistico (da visitare ovviamente le cave e il centro storico) e balneare (la città mette a disposizione dei turisti spiagge attrezzate e numerosi locali); peraltro il turismo rappresenta tuttora un fenomeno economicamente marginale.
Rilevante è la presenza di industrie, in particolare chimiche e alimentari. Notevole è stato nel passato recente il settore dell'abbigliamento, in particolare per alcuni nomi celebri fra cui quello della sartoria D'Avenza, fondato nel 1857 da Myron Ackermann: "Il modo di lavorare di D'Avenza [ ... ] era, e lo è tuttora, analogo a quello di una tradizionale sartoria artigianale, solo su più vasta scala. Pertanto all'epoca D'Avenza era all'avanguardia rispetto a molti colleghi italiani. Negli ultimi quarant'anni la manifattura ha acquisito fama di solidità, e sebbene non rappresenti più l'avanguardia offre sempre una qualità di altissimo livello".

## Infrastrutture e trasporti

### Strade
Storicamente Carrara si è sviluppata lungo il tracciato della via Aurelia integrata, nel 1915, dalla direttrice che taglia diagonalmente il territorio in direzione monti-mare e prende il nome di viale XX Settembre. L'autostrada A12 presenta, nel territorio comunale, il casello di Carrara.

### Ferrovie

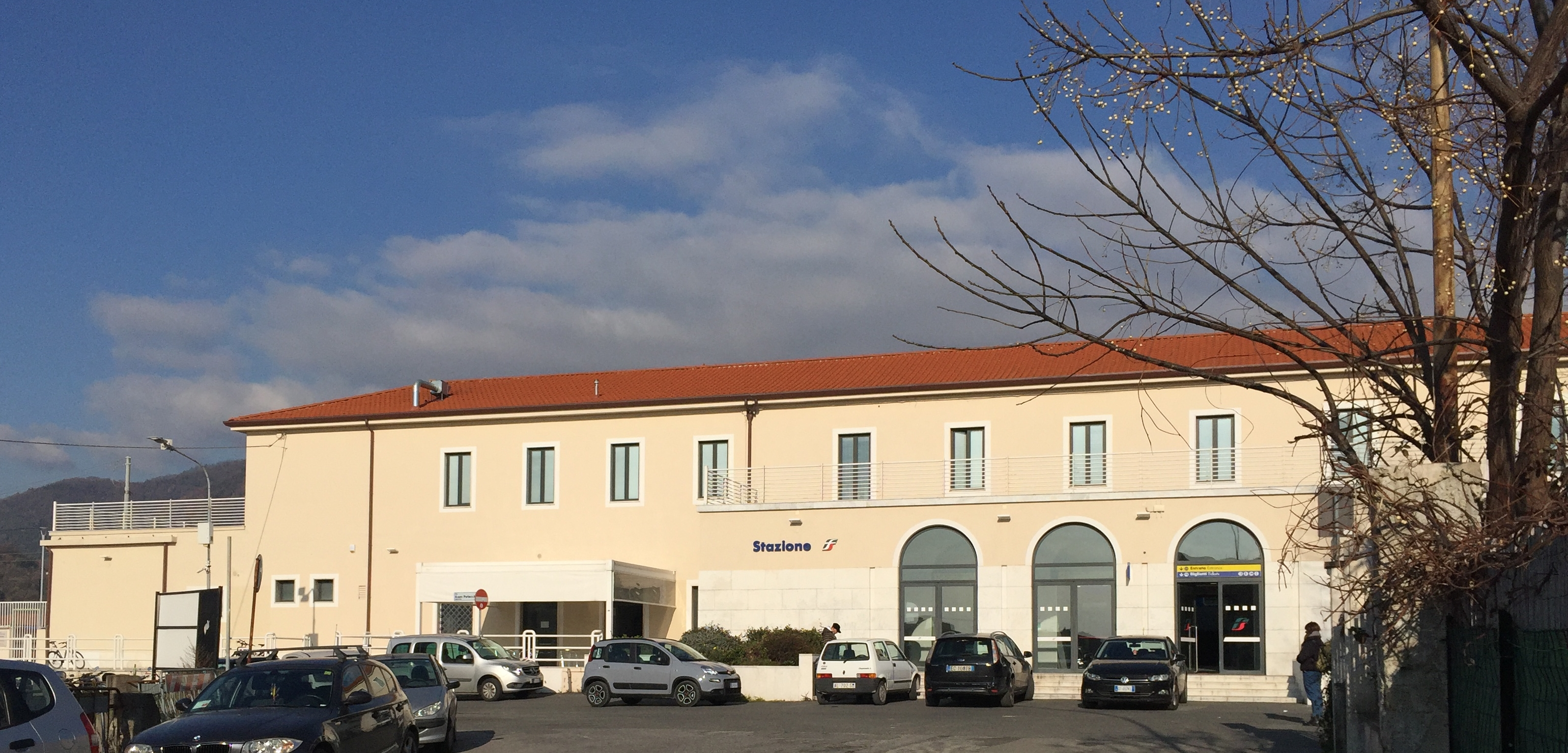
Stazione di Carrara-Avenza, vista del fabbricato viaggiatori nel 2022

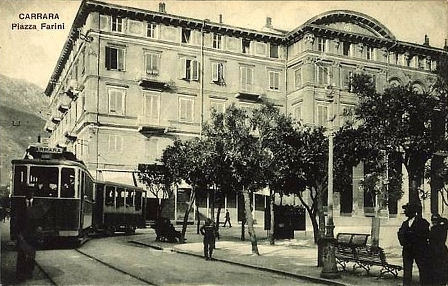
Tram in sosta in piazza Farini nel 1920 (cartolina d'epoca)

Carrara è attraversata e servita dalla ferrovia Genova-Pisa grazie alla fermata di Carrara-Avenza. In passato esisteva una stazione più centrale, denominata Carrara San Martino, sulla tratta di diramazione costruita nel 1866 e soppressa nel 1970. Tale tratta fu integrata nel tracciato della nota ferrovia Marmifera che fu operativa fra il 1876 ed il 1964.
Completavano gli impianti ferroviari cittadini alcuni raccordi industriali, i più significativi dei quali raggiungevano le località di Fiorino e Covetta, e comprendevano il tracciato della Marmifera fino al molo caricatore in località Marina. Oltre a questi vi sono i raccordi al servizio della Zona Industriale Apuana, localizzati tra Carrara e Massa, attivi dal 1938.

### Mobilità urbana
La rete di trasporto pubblico di Carrara è costituita dalle autolinee urbane ed interurbane gestite dalla società Autolinee Toscane.
In passato, fra il 1915 ed il 1955, è esistita una linea tranviaria di collegamento fra il centro e Marina di Carrara, realizzata contestualmente al viale XX Settembre, sostituita poi da una linea filoviaria prolungata verso Marinella di Sarzana, che fu a sua volta soppressa nel 1985.

## Amministrazione

### Gemellaggi
- Erevan, dall'8 ottobre 1965[32]
- Grasse, dal 1º maggio 1995[33]
- Ingolstadt, dal 2 giugno 1962[34]
- Kragujevac, dal 1975 (accordo di amicizia e cooperazione)[35]
- Novelda[36]
- Opole, dal 2006[37]
- Yunfu, dal 1º marzo 2016[38]

Sebbene non si tratti di un vero e proprio gemellaggio vi è uno stretto legame tra Carrara e una cittadina del Dipartimento di Maldonado in Uruguay, prima nota come Cantaras de Burgueño, ma che nel 1953 ha assunto ufficialmente il nome di Nueva Carrara per i numerosi emigranti del settore lapideo che dall'inizio del Novecento arrivano dalla città toscana.

### Onorificenze civiche
Il regolamento per la concessione di pubbliche onorificenze prevede che le Alte Benemerenze Civiche vengano riconosciute, tra gli altri, ai carraresi che abbiano svolto azione di promozione e tutela del patrimonio artistico e culturale e che si siano distinti nei settori dell’arte, della cultura, della scienza, dell’economia, delle pubbliche relazioni e dello sport, in misura tale da far derivare prestigio alla città.
| Anno | Nominativo                                  | Tipo di onorificenza    | Motivazione | Sindaco               | Presidente del Consiglio Comunale |
| ---- | ------------------------------------------- | ----------------------- | --- | --------------------- | --------------------------------- |
| 1988 | Sandro Pertini                              | cittadinanza onoraria   | «Campione della lotta per la libertà, la giustizia, la pace, Carrara nel conferirgli la Cittadinanza Onoraria esalta anche le proprie tradizioni di lotta per la libertà e contro qualsiasi ingiustizia» | Fausto Marchetti      |                                   |
| 2000 | Edwin Granai                                | cittadinanza onoraria   | «Per il suo continuo impegno teso ad approfondire i legami culturali e commerciali tra il Vermont e l’Italia ed il profondo attaccamento alle proprie origini carraresi» | Lucio Segnanini       | Giovanni Nannini                  |
| 2001 | Floriano Bodini                             | cittadinanza onoraria   | «Per la sensibilità, la competenza ed il fervore che hanno contraddistinto la sua attività quale Docente, Direttore e Presidente dell’Accademia di Belle Arti di Carrara, allorché arte, cultura, marmo ed amore per la città hanno trovato ampia e duratura sintesi nella creatività e nelle opere dello scultore» | Lucio Segnanini       | Giovanni Nannini                  |
| 2006 | Gianluigi Buffon                            | alta benemerenza civica | «Cresciuto nei settori giovanili di società sportive carraresi ha raggiunto, giovanissimo, ruoli di prestigio nei più importanti campionati calcisti nazionali ed europei, dimostrando il proprio impegno, la propria serietà professionale e la straordinaria perizia tecnica. Portiere della Nazionale Italiana di Calcio, in occasione del campionato mondiale, appena conclusosi in Germania con la finale di Berlino del 9 Luglio 2006, ha concorso in modo fondamentale ed esaltante alla conquista del titolo di campioni del Mondo, contribuendo a far conoscere universalmente il valore e la positiva ecletticità della comunità carrarese»                                                         | Giulio Conti          | Romano Caffaz                     |
| 2006 | Rita Centa                                  | alta benemerenza civica | «Per la sensibilità e la passione che hanno contraddistinto la sua attività di attrice e poetessa, per la dedizione accordata alla formazione artistica dei giovani e per l’impegno profuso nell’ambito sociale e ricreativo, contribuendo così ad elevare l’immagine culturale del nostro territorio» | Giulio Conti          | Romano Caffaz                     |
| 2008 | Claudio Pisani                              | alta benemerenza civica | «Per la sensibilità e la passione che hanno contraddistinti la sua attività di studioso e ricercatore di storia locale, per la dedizione con cui per anni ha diretto la risorta Accademia Aruntica, contribuendo con le numerose pubblicazioni storiche da lui curate ad approfondire la conoscenza delle origini storiche del nostro territorio» | Angelo Zubbani        | Luca Ragoni                       |
| 2009 | Werner Possl                                | cittadinanza onoraria   | «Per l’impegno profuso a favore del vincolo di amicizia che fin dal 1962 lega Carrara alla città gemella di Ingolstadt, per l’attualità delle sue idee di una Europa unita da costruire partendo dai rapporti istituzionali, per il suo intenso apprezzamento di un valore irrinunciabile e prioritario come la pace» | Angelo Zubbani        | Luca Ragoni                       |
| 2010 | Cesare Piccioli                             | alta benemerenza civica | «Giurista, storico e limpido scrittore con costante e qualificata attività intellettuale si è dedicato per un’intera vita alla ricostruzione scientifica del secolare sistema concessorio degli Agri Marmiferi di Carrara e al suo adeguamento alle realtà emergenti sempre in difesa dei diritti della comunità, ha raccolto, ricomposto e illustrato il Diritto Statutario vigente del Principato di Carrara fino all’Unità d’Italia, ha profuse le sue energie in iniziative di alto valore sociale e culturale per la sua amata Città natale» | Angelo Zubbani        | Luca Ragoni                       |
| 2010 | Fausto Marchetti                            | alta benemerenza civica | «Profondo conoscitore delle normative del settore lapideo e fine artefice degli strumenti e delle norme che contrastano la continua usurpazione ai danni della collettività da parte di piccole minoranze, del bene collettivo rappresentato dagli Agri Marmiferi. La sua azione politica a livello locale, regionale e nazionale ha permesso l’affermarsi di orientamenti tesi ad eliminare le rendite parassitarie presenti nel settore lapideo da secoli. Questa lotta, dopo molto tentativi, ha raggiunto un risultato fondamentale con la sentenza della Corte Costituzionale del 1995, che, disattendendo tesi governative, ha sancito il carattere abusivo delle sub concessioni degli agri marmiferi» | Angelo Zubbani        | Luca Ragoni                       |
| 2011 | Don Augusto Lucchesi                        | alta benemerenza civica | «Carrarese d’adozione si è distinto per la sua infaticabile opera religiosa, sociale ed educativa al servizio della comunità, divenendo punto di riferimento per i giovani che ancora gli dimostrano affetto e riconoscimento» | Angelo Zubbani        | Luca Ragoni                       |
| 2011 | Piero Faggioni                              | alta benemerenza civica | «Carrarino di nascita, regista d’opera tradizionale le cui realizzazioni sceniche riproducono in modo puntuale e realistico l’ambiente, il momento storico, il clima culturale dando vita ad esecuzioni mai rappresentate anche attraverso l'inserimento di strumenti comunicativi peculiari del linguaggio teatrale» | Angelo Zubbani        | Luca Ragoni                       |
| 2011 | Tilde Corsi                                 | alta benemerenza civica | «Nota produttrice nel panorama cinematografico sia italiano che internazionale, carrarina per nascita e ancor oggi partecipe della vita di Carrara con il suo lavoro di rilievo a livello internazionale ha contribuito a dare lustro alla città» | Angelo Zubbani        | Luca Ragoni                       |
| 2011 | Achille Sicari                              | cittadinanza onoraria   | «Illustre medico chirurgo divenuto riferimento indiscusso per l’intero territorio di Carrara ha lasciato un segno indelebile con le sue iniziative contribuendo ad alleviare sofferenze e problemi alla cittadinanza con il suo costante impegno sociale e professionale a favore della comunità carrarina anche attraverso iniziative di carattere sociale che ancora oggi svolgono funzioni importanti per le persone colpite da patologie» | Angelo Zubbani        | Luca Ragoni                       |
| 2013 | Emmanuel Forest Dunchi                      | cittadinanza onoraria   | «Per il forte legame con la nostra Città che ha dato i natali al padre Nardo Dunchi, artista ed eroe partigiano e che trae lustro dall’accogliere tra i suoi figli una figura che ha saputo distinguersi tanto nell’attività professionale di illuminato dirigente industriale quanto nel panorama artistico» Carrara, 16 giugno 2013 | Angelo Zubbani        | Luca Ragoni                       |
| 2013 | Rosa Maria Galleni Pellegrini               | alta benemerenza civica | «Carrarese d’adozione ha formato con il suo insegnamento numerose generazioni valorizzando la realtà storico-sociale ed economica del territorio. la sua capacità e il suo profondo amore per la ricerca ha riportato all’attenzione della cultura carrarese opere, saggi e documenti importanti, indispensabili per ulteriori studi al servizio delle generazioni future» | Angelo Zubbani        | Luca Ragoni                       |
| 2013 | Alma Vittoria Cordiviola                    | alta benemerenza civica | «Sostenitrice della valorizzazione della sua Carrara, della sua cultura e delle antiche tradizioni locali, con appassionata attenzione alle espressioni dialettali» | Angelo Zubbani        | Luca Ragoni                       |
| 2013 | Beniamino Gemignani                         | alta benemerenza civica | «Cittadino doc, ama così definire lo spirito guida del suo fare storiografia: studio delle peculiarità ambientali nella Terra Apuana, ricerca ed interpretazione dei caratteri originari e originali della Sua Gente e di quanto Essa ha saputo e sa realizzare, ricerca ed interpretazione pervasi da una nota di ottimismo, ottimismo della ragione» | Angelo Zubbani        | Luca Ragoni                       |
| 2013 | Gualtiero Magnani                           | alta benemerenza civica | «Animato da sincero affetto per la città natale, si è dedicato allo studio di personaggi e vicende storiche della comunità carrarese; ha svolto indagini glottologiche sul dialetto locale; è impegnato in ricerche di carattere storico-sociale sulle manifestazioni popolari ludico-sportive legate al territorio» | Angelo Zubbani        | Luca Ragoni                       |
| 2014 | Christiane Klapisch-Zuber                   | cittadinanza onoraria   | «Stimata studiosa a livello internazionale del periodo tardo medioevale e rinascimentale della storia dei sistemi economici-politici e demografico-antropologici. Profonda conoscitrice della realtà italiana e toscana di quelle epoche. Autrice di una pietra miliare nella ricerca storiografica e identitaria su Carrara attraverso il volume “Les Maitre du marbre. Carrare, 1300 - 1600» | Angelo Zubbani        | Luca Ragoni                       |
| 2015 | Giorgio Mori                                | alta benemerenza civica | «In rappresentanza di una generazione di donne e uomini Carraresi che liberarono Carrara e le sue Apuane in qualità di partigiane e partigiani, animati da ideali di libertà e di democrazia che gli consentirono di superare difficoltà e pericoli con abnegazione e forza d’animo e, compiuto il proprio dovere, di proseguire la propria vita con silenziosa dignità e salda morale sempre ispirata ai valori della Resistenza» | Angelo Zubbani        | Luca Ragoni                       |
| 2015 | Remo Bodei                                  | cittadinanza onoraria   | «Per la chiara fama di filosofo, di attento e sensibile studioso delle strutture concettuali dell’uomo e delle loro manifestazioni sociali, politiche e culturali. Per la gratitudine della nostra Città dove ha diretto e fatto crescere il Festival Con-vivere come luogo e occasione di pensiero e di conoscenza oltre che momento di aggregazione tra i più importanti per la comunità locale e per i tanti che, a motivo dell’evento, visitano Carrara» | Angelo Zubbani        | Luca Ragoni                       |
| 2018 | Centro Sociale Caritas all’Annunziata onlus | alta benemerenza civica | «Il costante impegno e la continua assistenza profusa negli anni, grazie all’apporto di numerosi volontari, la rendono una realtà unica sul territorio e un sicuro punto di riferimento per le persone che affrontano momenti difficili» | Francesco De Pasquale | Michele Palma                     |
| 2019 | Francesco Gabbani                           | alta benemerenza civica | «Per essersi contraddistinto nel panorama musicale italiano ed internazionale attraverso la sua arte ed aver recato prestigio a Carrara, esprimendo sempre con orgoglio le sue radici e il suo legame alla città» | Francesco De Pasquale | Michele Palma                     |
| 2020 | Liliana Segre                               | cittadinanza onoraria   | «Per aver fatto del dolore del suo vissuto e dei suoi ricordi uno strumento di forte valenza etica e sociale insegnando alle nuove generazioni di essere ogni giorno in grado a fare la scelta: quella della non indifferenza» | Francesco De Pasquale | Michele Palma                     |
| 2021 | Federico Bernardeschi                       | alta benemerenza civica | «Partendo dai settori giovanili delle società carraresi, si è allenato e formato in prestigiosi club italiani distinguendosi nelle massime competizioni a livello mondiale. Ha contribuito alla vittoria del titolo europeo UEFA Euro 2020 segnando uno dei rigori decisivi nella finale disputata a Wembley il giorno 11 luglio 2021. Ha recato prestigio a Carrara, manifestando sempre con orgoglio l’affetto e il suo legame con la città» | Francesco De Pasquale | Michele Palma                     |

### Inno della città di Carrara
L'Inno è stato composto nel 2013 dal M° Marco Iardella che ne ha curato gli arrangiamenti per le versioni bandistiche, filarmoniche o di semplice esecuzione pianistica, assieme a Paolo Biagini, autore anche del testo. Solitamente viene suonato durante cerimonie di carattere para-ufficiale. Le partiture semplificate sono state rese disponibili alla cittadinanza mediante la rete delle Biblioteche Municipali dislocate nel Comune: a Carrara centro, Avenza e Marina di Carrara.
Testo:
«Ti son grembo i colli e l'Apuane,
guardia il Sagro, il mare di ristor.
La Rota memore t'è fortitudo e scudo,
motto e simbolo del grande tuo vigor.
Scrigno di puri, candidi marmi,
oh Carrara, or e per l'eternità!
S'erge il tuo popol, ad alta voce
intona all'unanimità, oh Carrara!
Sangue, sudore di tuoi innocenti figli
scorron eterni tra l'abbagliante or.
Ardite donne contro fatal nemico
sorse impavide per la tua libertà.
Della storia, d'ingegno e di virtude,
grandi uomini in t'ebbero i natal.
Il sommo Dante e il valoroso Vate
cantano lodi all'alta tua beltà.
Il santo martire e vescovo Ceccardo
t'è celeste e mite protettor.
Il marmo niveo orna palazzi e regge;
in ogni loco eterna la tua maestà.
Ameno luogo e la giovial Marina;
pontili e spiagge ornano il litoral.
Terra florida di viti e di germogli,
grano, olivi, sei terra di bontà».

## Stemmi e simboli
Secondo il Grande Oriente d'Italia, lo stemma di Carrara contiene la ruota comacina, simbolo degli antichi maestri scalpellini comaschi.

## Sport

### Calcio

Una formazione di calcio della Carrarese vincitrice della Coppa Italia Serie C 1982-1983

La Carrarese Calcio 1908 è la principale società di calcio cittadina. È nata nel 1908 e nella stagione 2023-2024 ha ottenuto la promozione alla Serie B. Ha vinto una Coppa Italia Serie C nel 1983. Disputa le partite casalinghe allo Stadio dei Marmi, impianto intitolato ai quattro giocatori carraresi che facevano parte della nazionale olimpica di calcio vincitrice della medaglia d'oro alle Olimpiadi di Berlino del 1936.

### Pallavolo

La squadra femminile della Pallavolo Carrarese neopromossa nel campionato di Serie A1 1993-1994

La pallavolo è rappresentata dalla Virtus Carrarese che milita nel campionato di serie C.

### Pallacanestro
Le società di pallacanestro presenti nel Comune sono: la ASD Audaxcarrara che milita in serie C, la società Carrara Legends che milita nel campionato di Promozione e il Centrominibasket Carrara che milita in serie C.

### Tennistavolo
Per il tennistavolo, è presente l'Apuania Carrara Tennistavolo (costituita nel 1968), che disputa il campionato di serie A1. La società ha vinto sette volte il Campionato Italiano Maschile a Squadre (2013, 2014, 2017, 2018, 2021, 2023, 2024), detenendo il record di Campionati vinti, cinque volte la Coppa Italia (2018, 2021, 2022, 2023, 2024), quattro volte la Supercoppa Italiana (2021, 2022, 2023, 2024) e, a livello europeo, una Europe Cup (2022) riportata in Italia dopo ben 38 anni. Inoltre per cinque anni è stata presente in tutti i campionati nazionali (unica società d'Italia a vantare tale curriculum).
L'Apuania Carrara è la società più titolata a livello nazionale. Suoi tesserati hanno disputato le Olimpiadi, Campionati del mondo e Campionati europei. È stata insignita della Stella d'oro al Merito Sportivo del CONI, con ben 10 dirigenti che hanno ricevuto a vario titolo le citate Stelle.

### Varie
Nel 1960 Carrara ospitò una tappa del Giro d'Italia, divisa in due semitappe: la prima, Livorno-Carrara, vinta dal belga Emile Daems, e la seconda, una mini-cronometro attraverso le cave, vinta a pari merito da Jacques Anquetil e Miguel Poblet. Nel 2010 il Giro ha nuovamente visitato la cittadina con l'arrivo delle sesta tappa vinta dall'australiano Matthew Lloyd.
È di Carrara la prima squadra campione d'Italia di korfball, titolo vinto nel 2005.
Infine, molti sono e sono stati i giocatori carraresi importanti nello sport, e tra di essi in particolare si ricordano i calciatori Achille Piccini, Bruno Venturini, Paolo Vannucci, Gianluigi Buffon, Federico Bernardeschi, Daniele Ficagna, Giorgio Chinaglia, Simone Del Nero, Claudio Vinazzani, Nicolò Bertola, il ciclista Francesco Secchiari, la pallavolista Maurizia Cacciatori, i fratelli cestisti Andrea Saccaggi e Lorenzo Saccaggi, l'ex cestista e allenatore di basket Augusto Binelli e il tennista Lorenzo Musetti.
Da ricordare anche il vicecampione mondiale di karate Riccardo Vaira e i pugili Enrico Bertola e Piero Cerù.